# Primera División de España 2020-21
La Primera División de España 2020-21 (también conocida como LaLiga o LaLiga Santander) fue la 90.ª edición de la Primera División de España de fútbol que empezó el 12 de septiembre de 2020 y finalizó el 23 de mayo de 2021. El torneo lo organizó la Liga de Fútbol Profesional (LFP). El Atlético de Madrid ganó su undécima Liga en la última jornada, después de siete años de su último triunfo, volviendo a romper el dominio que Real Madrid y Barcelona tenían sobre el campeonato. El portero Jan Oblak fue elegido como el jugador más valioso del campeonato.
Debido a la pandemia de coronavirus, que retrasó la finalización de la temporada anterior, el torneo empezó en la fecha más tardía desde la temporada 1981-82, y en septiembre por primera vez desde la temporada 2000-01. El Real Madrid C. F. y el Getafe C. F. arrancaron una semana más tarde como octavofinalistas de la Champions League y de la Europa League respectivamente, y la siguiente semana lo hicieron el F. C. Barcelona, el Atlético de Madrid, el Sevilla F. C. como cuartofinalistas de la Champions League y campeón de la Europa League respectivamente, y el Elche C. F. como ganador de la promoción de ascenso.
Excepcionalmente, esta temporada se mantuvieron los cinco cambios en tres tandas como máximo por equipo, adoptados en mayo de 2020 por la pandemia de coronavirus.

## Sistema de competición
Como en temporadas anteriores, consta de un grupo único integrado por veinte clubes de toda la geografía española. Siguiendo un sistema de liga, los veinte equipos se enfrentan todos contra todos en dos ocasiones, una en campo propio y otra en campo contrario, sumando un total de 38 jornadas. El orden de los encuentros se decidirá por sorteo antes de empezar la competición.
La clasificación final se establecerá teniendo en cuenta los puntos obtenidos en cada enfrentamiento, a razón de tres por partido ganado, uno por empate y ninguno en caso de derrota. Si al finalizar el campeonato dos equipos igualan a puntos, los mecanismos para desempatar la clasificación son los siguientes:
- El que tiene una mayor diferencia entre goles a favor y en contra en los enfrentamientos entre ambos.
- Si persiste el empate, se tiene en cuenta la diferencia de goles a favor y en contra en todos los encuentros del campeonato.

Si el empate a puntos se produce entre tres o más clubes, los sucesivos mecanismos de desempate son los siguientes:
- La mejor puntuación que a cada uno corresponde a tenor de los resultados de los partidos jugados entre sí por los clubes implicados.
- La mayor diferencia de goles a favor y en contra, considerando únicamente los partidos jugados entre sí por los clubes implicados.
- La mayor diferencia de goles a favor y en contra teniendo en cuenta todos los encuentros del campeonato.
- El mayor número de goles a favor teniendo en cuenta todos los encuentros del campeonato.

### Clasificación para competiciones europeas
La UEFA concede 7 plazas a la Real Federación Española de Fútbol para participar en sus tres competiciones continentales de la temporada posterior, que se distribuyen de la siguiente forma:
- 4 plazas en la fase de grupos de la Liga de Campeones para los cuatro primeros equipos clasificados de LaLiga.
- 2 plazas en la fase de grupos de la Liga Europa para el equipo campeón de la Copa del Rey y para el quinto equipo clasificado de LaLiga.
- 1 plaza en la ronda de play-off de la Liga Europa Conferencia para el sexto equipo clasificado de LaLiga.

No obstante, esta distribución se puede ver alterada si alguno de los equipos que han obtenido una plaza en alguna competición europea a través de las competiciones nacionales hubiera obtenido una plaza diferente tras la consecución de algún título europeo en la misma temporada, o hubiera obtenido dos plazas distintas en competiciones nacionales (una a través de la Liga y otra a través de la Copa), provocando así las siguientes dos excepciones:
- Excepción de la Copa del Rey: Si un equipo obtiene una plaza para la Liga Europa a través de la Copa del Rey, pero se encuentra entre los cinco primeros clasificados de LaLiga (obteniendo así una plaza igual o superior), la plaza obtenida en Copa pasa al sexto clasificado, siendo el equipo clasificado en séptimo lugar quien acceda a la plaza de Liga Europa Conferencia. Sin embargo, si el Campeón se encuentra clasificado en la sexta posición de la Liga, obtiene la plaza conseguida a través de la Copa, por ser mejor, y la plaza de Liga Europa Conferencia se le concede al séptimo clasificado.

- Excepción de la UEFA: Si un equipo gana una competición europea se le concede una plaza para participar en la próxima edición de la competición europea inmediatamente superior (en la misma competición, en el caso de la Liga de Campeones). Si un equipo en esta situación obtiene una plaza diferente mediante una competición nacional, se queda con la plaza que le permite acceder a una competición superior, y la otra plaza no se le concede a ningún equipo español, pasando el cupo a otra federación nacional.

## Equipos participantes

### Equipos por comunidad autónoma
| N.° | Comunidad autónoma   | Equipos                                                       |
| --- | -------------------- | ------------------------------------------------------------- |
| 4   | Andalucía            | Cádiz C. F., Granada C. F., Real Betis y Sevilla F. C.        |
| 4   | Comunidad Valenciana | Elche C. F., Levante U. D., Valencia C. F. y Villarreal C. F. |
| 4   | País Vasco           | Deportivo Alavés, Athletic Club, Real Sociedad y SD Eibar     |
| 3   | Madrid               | Atlético de Madrid, Getafe C. F. y Real Madrid C. F.          |
| 1   | Aragón               | S. D. Huesca                                                  |
| 1   | Castilla y León      | Real Valladolid C. F.                                         |
| 1   | Cataluña             | F. C. Barcelona                                               |
| 1   | Galicia              | R. C. Celta de Vigo                                           |
| 1   | Navarra              | C. A. Osasuna                                                 |

### Ascensos y descensos
Un total de 20 equipos disputan la liga: los 17 primeros clasificados de la Primera División de España 2019-20, los dos primeros clasificados de la Segunda División de España 2019-20 y el vencedor de una promoción disputada a tal efecto entre el 3.°, 4.º, 5.º y 6.º clasificado de la Segunda División de España 2019-20.

#### Equipos relegados a Segunda División
El primer equipo en descender de La Liga fue el Espanyol, después de perder 0-1 ante los rivales de la ciudad, Barcelona, el 8 de julio de 2020, poniendo fin a su estancia de 26 años en la máxima categoría. El segundo equipo en descender fue el Mallorca, tras una derrota en casa por 1-2 ante el Granada el 16 de julio de 2020, sufriendo un regreso inmediato a la segunda división. El tercer y último equipo en descender fue el Leganés, después de empatar 2-2 contra el Real Madrid el 19 de julio de 2020 en su último partido de la temporada. Esto puso fin a la temporada de cuatro años de Lega en el primer nivel.

#### Equipos ascendidos de Segunda División
El 12 de julio de 2020, el Cádiz se convirtió en el primer equipo en ascender matemáticamente, con la seguridad de volver a la máxima categoría tras una ausencia de catorce años tras la victoria del Real Oviedo por 4-2 ante el Real Zaragoza. El segundo equipo en ascender fue el Huesca, tras su victoria por 3-0 ante el Club Deportivo Numancia de Soria el 17 de julio de 2020. Esto marcó un regreso inmediato a la primera división después de una temporada fuera. El último equipo en lograr el ascenso fue el Elche Club de Fútbol el 23 de agosto de 2020, tras una victoria global por 1-0 sobre el Girona Fútbol Club en la final de los play-offs de ascenso, sellando un regreso a La Liga después de una ausencia de cinco años.
| Pos. | Descendidos a 2.ª División |
| ---- | -------------------------- |
| 18.º | C. D. Leganés              |
| 19.º | R. C. D. Mallorca          |
| 20.º | R. C. D. Espanyol          |

| Pos.  | Ascendidos de 2.ª División |
| ----- | -------------------------- |
| 1.º   | S. D. Huesca               |
| 2.º   | Cádiz C. F.                |
| Prom. | Elche C. F. (6º)           |

### Información de los equipos
| Equipo             | Ciudad        | Entrenador           | Capitán            | Estadio                                      | Aforo  | Estadio alternativo  | Proveedor   | Patrocinador principal (en la equipación) | Otros patrocinadores (en la equipación)                                          | Límite salarial (en millones de €) |
| ------------------ | ------------- | -------------------- | ------------------ | -------------------------------------------- | ------ | -------------------- | ----------- | ----------------------------------------- | -------------------------------------------------------------------------------- | ---------------------------------- |
| Athletic de Bilbao | Bilbao        | Marcelino García     | Iker Muniain       | San Mamés                                    | 53 289 | Sánchez Pizjuán      | New Balance | Kutxabank                                 |                                                                                  | 119,819                            |
| Atlético de Madrid | Madrid        | Diego Simeone        | Koke               | Wanda Metropolitano                          | 68 456 | Reale Arena          | Nike        | Plus500                                   | 2 patrocinadores Hyundai Ria Money Transfer                                      | 252,720                            |
| Barcelona          | Barcelona     | Ronald Koeman        | Lionel Messi       | Camp Nou                                     | 99 354 | Son Moix             | Nike        | Rakuten                                   | 2 patrocinadores Unicef Beko                                                     | 382,717                            |
| Real Betis         | Sevilla       | Manuel Pellegrini    | Joaquín            | Benito Villamarín                            | 60 721 | Ciutat de Valencia   | Kappa       | Betway                                    |                                                                                  | 71,304                             |
| Cádiz              | Cádiz         | Álvaro Cervera       | José Mari          | Ramón de Carranza                            | 20 724 | Carlos Belmonte      | Adidas      | Dafabet                                   |                                                                                  | 41,028                             |
| Celta de Vigo      | Vigo          | Eduardo Coudet       | Hugo Mallo         | Abanca-Balaídos                              | 29 000 | José Zorrilla        | Adidas      | Estrella Galicia 0,0                      | 2 patrocinadores Abanca Visit Maldives                                           | 62,518                             |
| Deportivo Alavés   | Vitoria       | Javi Calleja         | Manu García        | Mendizorroza                                 | 19 840 | El Sadar             | Kelme       | Betway                                    |                                                                                  | 42,028                             |
| SD Eibar           | Éibar         | José Luis Mendilibar | Sergi Enrich       | Estadio Municipal de Ipurúa                  | 8164   | Anduva               | Joma        | AVIA                                      |                                                                                  | 42,706                             |
| Elche              | Elche         | Fran Escribá         | Nino               | Martínez Valero                              | 33 732 | Juegos Mediterráneos | Hummel      | TM Grupo Inmobiliario                     |                                                                                  | 34,600                             |
| Getafe             | Getafe        | José Bordalás        | Djené              | Coliseum de Getafe                           | 17 000 | La Romareda          | Joma        | Tecnocasa Group                           | 3 patrocinadores Reale Seguros Bar El Brillante de Atocha Tejada's Forever       | 52,589                             |
| Granada            | Granada       | Diego Martínez       | Víctor Díaz        | Nuevo Los Cármenes                           | 19 336 | Estadio Butarque     | Nike        | Winamax                                   | 1 patrocinador Caja Rural de Granada                                             | 56,483                             |
| Huesca             | Huesca        | Pacheta              | Jorge Pulido       | El Alcoraz                                   | 7638   | Montilivi            | Kelme       | Huesca La Magia                           | 1 patrocinador Bodega Sommos                                                     | 37,057                             |
| Levante            | Valencia      | Paco López           | José Luis Morales  | Ciutat de València                           | 26 354 | Benito Villamarín    | Macron      | Betway                                    | 1 patrocinador Baleària                                                          | 37,613                             |
| Osasuna            | Pamplona      | Jagoba Arrasate      | Oier Sanjurjo      | El Sadar                                     | 18 735 | Mendizorroza         | Adidas      | Verleal                                   | 1 patrocinador Oselk                                                             | 46,638                             |
| Real Madrid        | Madrid        | Zinedine Zidane      | Sergio Ramos       | Santiago Bernabéu Estadio Alfredo Di Stéfano | 81 044 | José Zorrilla        | Adidas      | Emirates                                  |                                                                                  | 468,529                            |
| Real Sociedad      | San Sebastián | Imanol Alguacil      | Asier Illarramendi | Reale Arena                                  | 40 000 | Wanda Metropolitano  | Macron      | IQONIQ                                    | 2 patrocinadores Kutxabank Reale Seguros                                         | 100,876                            |
| Sevilla            | Sevilla       | Julen Lopetegui      | Jesús Navas        | Ramón Sánchez Pizjuán                        | 43 833 | San Mamés            | Nike        | Marathonbet                               | 3 patrocinadores EverFX Valvoline AliExpress                                     | 185,809                            |
| Valencia           | Valencia      | Voro                 | José Luis Gayà     | Mestalla                                     | 55 000 | Carlos Belmonte      | Puma        | bwin                                      | 3 patrocinadores Libertex Sailun Tyre Skoda                                      | 103,390                            |
| Real Valladolid    | Valladolid    | Sergio González      | Javi Moyano        | José Zorrilla                                | 27 618 | Alfredo Di Stéfano   | Adidas      | Estrella Galicia 0,0                      | 4 patrocinadores Cuatro Rayas Air Europa Integra Energía Valladolid Ciudad Amiga | 49,361                             |
| Villarreal         | Villarreal    | Unai Emery           | Mario Gaspar       | Estadio de la Cerámica                       | 23 500 | RCDE Stadium         | Joma        | Pamesa Cerámica                           | 1 patrocinador Endavant                                                          | 145,242                            |

Notas
| Celta de Vigo    | Óscar García (1-9) Eduardo Coudet (10-38)                      |
| Athletic Club    | Gaizka Garitano (1-17) Marcelino García (18-38)                |
| S. D. Huesca     | Míchel (1-18) Pacheta (19-38)                                  |
| Deportivo Alavés | Pablo Machín (1-18) Pitu Abelardo (19-29) Javi Calleja (30-38) |
| Elche C. F.      | Jorge Almirón (1-23) Fran Escribá (24-38)                      |
| Valencia C. F.   | Javi Gracia (1-34) Voro (35-38)                                |

## Justicia deportiva
José Luis González González y Eduardo Prieto Iglesias, que se encontraban en la nómina arbitral la temporada anterior, no siguen en esta; el primero se retira de la carrera arbitral por el límite de edad, la cual será la última temporada en lo que esto pase y el segundo fue descendido de categoría.
- Antonio Miguel Mateu Lahoz 48 años (13 temporadas) (árbitro FIFA) (2011)
- Xavier Estrada Fernández 49 años (12) (árbitro FIFA) (2013)
- Carlos del Cerro Grande 49 años (10) (árbitro FIFA) (2013)
- Jesús Gil Manzano 41 años (8) (árbitro FIFA) (2014)
- Alejandro Hernández Hernández 42 años (8) (árbitro FIFA) (2014)
- Juan Martínez Munuera 42 años (8) (árbitro FIFA) (2015)
- Santiago Jaime Latre 46 años (7)
- Mario Melero López 45 años (7)
- José María Sánchez Martínez 42 años (6) (árbitro FIFA) (2017)
- Ricardo de Burgos Bengoetxea 39 años (6) (árbitro FIFA) (2018)
- José Luis Munuera Montero 42 años (5) (árbitro FIFA) (2019)
- Pablo González Fuertes 45 años (4)
- David Medié Jiménez 40 años (4)
- Javier Alberola Rojas 34 años (4)
- Adrián Cordero Vega 41 años (3)
- Guillermo Cuadra Fernández 41 años (3) (árbitro FIFA) (2019)
- Valentín Pizarro Gómez 43 años (2)
- César Soto Grado 45 años (2)
- Isidro Díaz de Mera Escuderos 35 años (1) - debutante
- Jorge Figueroa Vázquez 45 años (1) - debutante

## Desarrollo

### Clasificación
| Pos. | Equipo                    | Pts. | PJ | G  | E  | P  | GF | GC | Dif. | Clasificación 2021–22                  |
| ---- | ------------------------- | ---- | -- | -- | -- | -- | -- | -- | ---- | -------------------------------------- |
| 1    | Atlético de Madrid (C)    | 86   | 38 | 26 | 8  | 4  | 67 | 25 | +42  | Fase de grupos de la Liga de Campeones |
| 2    | Real Madrid C. F.         | 84   | 38 | 25 | 9  | 4  | 67 | 28 | +39  | Fase de grupos de la Liga de Campeones |
| 3    | F. C. Barcelona           | 79   | 38 | 24 | 7  | 7  | 85 | 38 | +47  | Fase de grupos de la Liga de Campeones |
| 4    | Sevilla F. C.             | 77   | 38 | 24 | 5  | 9  | 53 | 33 | +20  | Fase de grupos de la Liga de Campeones |
| 5    | Real Sociedad             | 62   | 38 | 17 | 11 | 10 | 59 | 38 | +21  | Fase de grupos de la Liga Europa       |
| 6    | Real Betis Balompié       | 61   | 38 | 17 | 10 | 11 | 50 | 50 | 0    | Fase de grupos de la Liga Europa       |
| 7    | Villarreal C. F.          | 58   | 38 | 15 | 13 | 10 | 60 | 44 | +16  | Fase de grupos de la Liga de Campeones |
| 8    | R. C. Celta de Vigo       | 53   | 38 | 14 | 11 | 13 | 55 | 57 | −2   |                                        |
| 9    | Granada C. F.             | 46   | 38 | 13 | 7  | 18 | 47 | 65 | −18  |                                        |
| 10   | Athletic Club             | 46   | 38 | 11 | 13 | 14 | 46 | 42 | +4   |                                        |
| 11   | C. A. Osasuna             | 44   | 38 | 11 | 11 | 16 | 37 | 48 | −11  |                                        |
| 12   | Cádiz C. F.               | 44   | 38 | 11 | 11 | 16 | 36 | 58 | −22  |                                        |
| 13   | Valencia C. F.            | 43   | 38 | 10 | 13 | 15 | 50 | 53 | −3   |                                        |
| 14   | Levante U. D.             | 41   | 38 | 9  | 14 | 15 | 46 | 57 | −11  |                                        |
| 15   | Getafe C. F.              | 38   | 38 | 9  | 11 | 18 | 28 | 43 | −15  |                                        |
| 16   | Deportivo Alavés          | 38   | 38 | 9  | 11 | 18 | 36 | 57 | −21  |                                        |
| 17   | Elche C. F.               | 36   | 38 | 8  | 12 | 18 | 34 | 55 | −21  |                                        |
| 18   | S. D. Huesca (D)          | 34   | 38 | 7  | 13 | 18 | 34 | 53 | −19  | Descenso de categoría                  |
| 19   | Real Valladolid C. F. (D) | 31   | 38 | 5  | 16 | 17 | 34 | 57 | −23  | Descenso de categoría                  |
| 20   | S. D. Eibar (D)           | 30   | 38 | 6  | 12 | 20 | 29 | 52 | −23  | Descenso de categoría                  |

Actualizado a los partidos jugados el 23 de mayo de 2021.
 Fuente: La Liga, RFEF
Criterios de clasificación: Puntos · Enfrentamientos directos · Diferencia de goles · Goles a favor · Puntos fair-play · Play-off.
Nota: La distribución que hace la RFEF de las siete plazas europeas que le concede la UEFA implica que al campeón de la Copa del Rey 2020-21 y al quinto clasificado en la Liga le corresponden dos plazas en la fase de grupos de la Liga Europa 2021-22, mientras que el sexto clasificado accede a disputar la nueva Liga Europa Conferencia 2021-22 desde la ronda de playoff. Sin embargo, como el campeón de Copa, el Fútbol Club Barcelona, clasificó a la fase de grupos de la Liga de Campeones 2021-22, siendo esta una competición superior, el reparto de plazas se reestructuró de forma que el quinto y sexto clasificado en Liga obtendrían las plazas de la Liga Europa y el equipo clasificado en séptima posición accedería a disputar la ronda de playoff de la Liga Europa Conferencia. Como el Villarreal C.F. accedió a la fase de grupos de la Liga de Campeones por ganar la Europa League, la plaza de Conference League no se asignó a ningún equipo español, habiendo cinco clasificados para Liga de Campeones (Atlético de Madrid, Real Madrid, F.C. Barcelona, Sevilla F.C. y Villarreal C.F.) y dos clasificados para Europa League (Real Sociedad y Real Betis).
|                            |
|                            |
| Campeón Atlético de Madrid |
| 11.º título                |

### Evolución de la clasificación
| Jornada     | 1  | 2  | 3  | 4  | 5  | 6  | 7  | 8  | 9  | 10 | 11 | 12 | 13 | 14 | 15 | 16 | 17 | 18 | 19 | 20 | 21 | 22 | 23 | 24 | 25 | 26 | 27 | 28 | 29 | 30 | 31 | 32 | 33 | 34 | 35 | 36 | 37 | 38 |
| Equipo      |    |    |    |    |    |    |    |    |    |    |    |    |    |    |    |    |    |    |    |    |    |    |    |    |    |    |    |    |    |    |    |    |    |    |    |    |    |    |
| ----------- | -- | -- | -- | -- | -- | -- | -- | -- | -- | -- | -- | -- | -- | -- | -- | -- | -- | -- | -- | -- | -- | -- | -- | -- | -- | -- | -- | -- | -- | -- | -- | -- | -- | -- | -- | -- | -- | -- |
| At. Madrid  | 11 | 14 | 9  | 12 | 12 | 8  | 5  | 4  | 3  | 2  | 2  | 1  | 2  | 1  | 1  | 1  | 1  | 1  | 1  | 1  | 1  | 1  | 1  | 1  | 1  | 1  | 1  | 1  | 1  | 1  | 1  | 1  | 1  | 1  | 1  | 1  | 1  | 1  |
| R. Madrid   | 15 | 10 | 6  | 3  | 1  | 3  | 2  | 2  | 4  | 4  | 4  | 4  | 3  | 2  | 2  | 2  | 2  | 2  | 2  | 2  | 3  | 2  | 2  | 2  | 3  | 3  | 3  | 3  | 3  | 2  | 2  | 2  | 2  | 2  | 2  | 2  | 2  | 2  |
| Barcelona   | 12 | 15 | 10 | 5  | 5  | 9  | 12 | 12 | 8  | 13 | 7  | 9  | 8  | 5  | 5  | 6  | 5  | 3  | 3  | 3  | 2  | 3  | 3  | 4  | 2  | 2  | 2  | 2  | 2  | 3  | 3  | 3  | 3  | 3  | 3  | 3  | 3  | 3  |
| Sevilla     | 16 | 17 | 11 | 6  | 6  | 10 | 13 | 16 | 12 | 7  | 5  | 6  | 5  | 7  | 6  | 4  | 6  | 6  | 5  | 4  | 4  | 4  | 4  | 3  | 4  | 4  | 4  | 4  | 4  | 4  | 4  | 4  | 4  | 4  | 4  | 4  | 4  | 4  |
| R. Sociedad | 6  | 9  | 3  | 10 | 3  | 1  | 1  | 1  | 1  | 1  | 1  | 2  | 1  | 3  | 3  | 3  | 3  | 5  | 6  | 6  | 6  | 6  | 5  | 5  | 5  | 5  | 5  | 5  | 5  | 5  | 7  | 5  | 5  | 5  | 5  | 5  | 5  | 5  |
| Betis       | 4  | 2  | 1  | 7  | 2  | 7  | 10 | 7  | 7  | 12 | 15 | 8  | 10 | 12 | 9  | 10 | 11 | 10 | 8  | 8  | 7  | 7  | 7  | 7  | 6  | 6  | 6  | 6  | 6  | 6  | 6  | 6  | 6  | 7  | 6  | 6  | 6  | 6  |
| Villarreal  | 8  | 3  | 8  | 4  | 4  | 2  | 4  | 3  | 2  | 3  | 3  | 3  | 4  | 4  | 4  | 5  | 4  | 4  | 4  | 5  | 5  | 5  | 6  | 6  | 7  | 7  | 7  | 7  | 7  | 7  | 5  | 7  | 7  | 6  | 7  | 7  | 7  | 7  |
| Celta       | 9  | 4  | 4  | 11 | 13 | 17 | 17 | 17 | 17 | 20 | 18 | 16 | 9  | 8  | 8  | 8  | 8  | 8  | 11 | 10 | 10 | 10 | 9  | 11 | 11 | 10 | 11 | 11 | 8  | 10 | 10 | 12 | 10 | 10 | 8  | 8  | 8  | 8  |
| Granada     | 3  | 1  | 2  | 9  | 10 | 6  | 3  | 6  | 5  | 6  | 8  | 7  | 6  | 6  | 7  | 7  | 7  | 7  | 7  | 7  | 8  | 8  | 8  | 9  | 9  | 9  | 8  | 8  | 9  | 8  | 8  | 8  | 8  | 8  | 10 | 10 | 10 | 9  |
| Athletic    | 19 | 20 | 14 | 15 | 19 | 14 | 16 | 11 | 14 | 8  | 9  | 14 | 13 | 10 | 10 | 12 | 9  | 12 | 13 | 9  | 11 | 11 | 10 | 10 | 10 | 8  | 10 | 9  | 10 | 11 | 11 | 10 | 9  | 9  | 9  | 9  | 9  | 10 |
| Osasuna     | 2  | 6  | 13 | 14 | 11 | 11 | 7  | 9  | 13 | 14 | 16 | 18 | 20 | 20 | 20 | 19 | 19 | 19 | 19 | 17 | 17 | 15 | 12 | 13 | 13 | 13 | 13 | 13 | 14 | 14 | 12 | 9  | 11 | 11 | 12 | 11 | 11 | 11 |
| Cádiz       | 20 | 8  | 15 | 8  | 9  | 5  | 6  | 5  | 6  | 5  | 6  | 5  | 7  | 9  | 11 | 9  | 10 | 9  | 9  | 11 | 13 | 14 | 15 | 14 | 15 | 14 | 14 | 14 | 13 | 12 | 13 | 13 | 13 | 12 | 11 | 12 | 12 | 12 |
| Valencia    | 1  | 5  | 5  | 2  | 8  | 13 | 14 | 13 | 9  | 9  | 14 | 13 | 12 | 13 | 14 | 17 | 17 | 14 | 14 | 14 | 14 | 12 | 13 | 12 | 12 | 12 | 12 | 12 | 12 | 13 | 14 | 14 | 14 | 14 | 13 | 14 | 13 | 13 |
| Levante     | 18 | 18 | 12 | 13 | 18 | 20 | 19 | 18 | 18 | 18 | 19 | 17 | 18 | 15 | 15 | 11 | 13 | 11 | 12 | 12 | 9  | 9  | 11 | 8  | 8  | 11 | 9  | 10 | 11 | 9  | 9  | 11 | 12 | 13 | 14 | 13 | 14 | 14 |
| Getafe      | 14 | 7  | 7  | 1  | 7  | 4  | 9  | 8  | 10 | 11 | 11 | 15 | 16 | 11 | 12 | 14 | 16 | 13 | 10 | 13 | 12 | 13 | 14 | 15 | 14 | 15 | 15 | 15 | 15 | 15 | 15 | 15 | 15 | 15 | 15 | 16 | 16 | 15 |
| Alavés      | 17 | 19 | 19 | 20 | 17 | 18 | 15 | 14 | 15 | 15 | 13 | 12 | 15 | 17 | 13 | 13 | 14 | 16 | 17 | 18 | 18 | 16 | 16 | 16 | 19 | 19 | 18 | 19 | 20 | 19 | 16 | 16 | 16 | 16 | 16 | 15 | 15 | 16 |
| Elche       | 13 | 16 | 20 | 17 | 16 | 12 | 8  | 10 | 11 | 10 | 10 | 10 | 14 | 16 | 16 | 15 | 18 | 18 | 18 | 19 | 19 | 19 | 19 | 19 | 16 | 17 | 17 | 17 | 17 | 18 | 19 | 19 | 18 | 19 | 19 | 19 | 18 | 17 |
| Huesca      | 5  | 12 | 17 | 16 | 15 | 15 | 18 | 19 | 20 | 19 | 20 | 20 | 19 | 19 | 19 | 20 | 20 | 20 | 20 | 20 | 20 | 20 | 20 | 20 | 20 | 20 | 20 | 20 | 18 | 16 | 17 | 18 | 19 | 18 | 18 | 17 | 17 | 18 |
| Valladolid  | 7  | 13 | 16 | 18 | 20 | 19 | 20 | 20 | 19 | 17 | 17 | 19 | 17 | 18 | 18 | 18 | 15 | 17 | 16 | 16 | 16 | 18 | 18 | 18 | 18 | 16 | 16 | 16 | 16 | 17 | 18 | 17 | 17 | 17 | 17 | 18 | 19 | 19 |
| Eibar       | 10 | 11 | 18 | 19 | 14 | 16 | 11 | 15 | 16 | 16 | 12 | 11 | 11 | 14 | 17 | 16 | 12 | 15 | 15 | 15 | 15 | 17 | 17 | 17 | 17 | 18 | 19 | 18 | 19 | 20 | 20 | 20 | 20 | 20 | 20 | 20 | 20 | 20 |

Notas

## Resultados
| S. D. Eibar           | 0 – 0 | R. C. Celta de Vigo | Ipurúa              | 12 de septiembre | 16:00 | 0 | Pizarro Gómez          | 8 | 1 |
| Granada C. F.         | 2 – 0 | Athletic Club       | Los Cármenes        | 12 de septiembre | 18:30 | 0 | Mateu Lahoz            | 7 | 0 |
| Cádiz C. F.           | 0 – 2 | C. A. Osasuna       | Ramón de Carranza   | 12 de septiembre | 21:00 | 0 | Díaz de Mera Escuderos | 4 | 0 |
| Deportivo Alavés      | 0 – 1 | Real Betis          | Mendizorroza        | 13 de septiembre | 14:00 | 0 | González Fuertes       | 6 | 0 |
| Real Valladolid C. F. | 1 – 1 | Real Sociedad       | José Zorrilla       | 13 de septiembre | 16:00 | 0 | Melero López           | 5 | 0 |
| Villarreal C. F.      | 1 – 1 | S. D. Huesca        | La Cerámica         | 13 de septiembre | 18:30 | 0 | Estrada Fernández      | 2 | 0 |
| Valencia C. F.        | 4 – 2 | Levante U. D.       | Mestalla            | 13 de septiembre | 21:00 | 0 | Sánchez Martínez       | 4 | 0 |
| Atlético de Madrid    | 2 – 0 | Sevilla F. C.       | Wanda Metropolitano | 12 de enero      | 21:30 | 0 | Estrada Fernández      | 3 | 0 |
| Real Madrid C. F.     | 2 – 0 | Getafe C. F.        | Alfredo Di Stéfano  | 9 de febrero     | 21:00 | 0 | Alberola Rojas         | 2 | 0 |
| F. C. Barcelona       | 3 – 0 | Elche C. F.         | Camp Nou            | 24 de febrero    | 19:00 | 0 | Díaz de Mera Escuderos | 0 | 0 |

| Villarreal C. F.    | 2 – 1 | S. D. Eibar           | La Cerámica           | 19 de septiembre | 16:00 | 0 | Figueroa Vázquez    | 2 | 0 |
| Getafe C. F.        | 1 – 0 | C. A. Osasuna         | Coliseum de Getafe    | 19 de septiembre | 18:30 | 0 | Hernández Hernández | 6 | 0 |
| R. C. Celta de Vigo | 2 – 1 | Valencia C. F.        | Abanca-Balaídos       | 19 de septiembre | 21:00 | 0 | Gil Manzano         | 4 | 0 |
| S. D. Huesca        | 0 – 2 | Cádiz C. F.           | El Alcoraz            | 20 de septiembre | 16:00 | 0 | Soto Grado          | 6 | 0 |
| Real Betis          | 2 – 0 | Real Valladolid C. F. | Benito Villamarín     | 20 de septiembre | 18:30 | 0 | Jaime Latre         | 3 | 0 |
| Granada C. F.       | 2 – 1 | Deportivo Alavés      | Los Cármenes          | 20 de septiembre | 18:30 | 0 | Del Cerro Grande    | 3 | 0 |
| Real Sociedad       | 0 – 0 | Real Madrid C. F.     | Reale Seguros Stadium | 20 de septiembre | 21:00 | 0 | Martínez Munuera    | 4 | 0 |
| Athletic Club       | 2 – 3 | F. C. Barcelona       | San Mamés             | 6 de enero       | 21:00 | 0 | Del Cerro Grande    | 3 | 0 |
| Levante U. D.       | 1 – 1 | Atlético de Madrid    | Ciutat de València    | 17 de febrero    | 19:00 | 0 | Munuera Montero     | 4 | 0 |
| Sevilla F. C.       | 2 – 0 | Elche C. F.           | Ramón Sánchez-Pizjuán | 17 de marzo      | 19:00 | 0 | Alberola Rojas      | 3 | 0 |

| Deportivo Alavés      | 0 – 0 | Getafe C. F.        | Mendizorroza        | 26 de septiembre | 13:00 | 0 | Alberola Rojas         | 4 | 0 |
| Valencia C. F.        | 1 – 1 | S. D. Huesca        | Mestalla            | 26 de septiembre | 16:00 | 0 | Munuera Montero        | 1 | 0 |
| Elche C. F.           | 0 – 3 | Real Sociedad       | Martínez Valero     | 26 de septiembre | 18:30 | 0 | Díaz de Mera Escuderos | 4 | 0 |
| Real Betis            | 2 – 3 | Real Madrid C. F.   | Benito Villamarín   | 26 de septiembre | 21:00 | 0 | De Burgos Bengoetxea   | 7 | 1 |
| C. A. Osasuna         | 1 – 3 | Levante U. D.       | El Sadar            | 27 de septiembre | 12:00 | 0 | Melero López           | 2 | 0 |
| S. D. Eibar           | 1 – 2 | Athletic Club       | Ipurúa              | 27 de septiembre | 14:00 | 0 | Cordero Vega           | 1 | 0 |
| Atlético de Madrid    | 6 – 1 | Granada C. F.       | Wanda Metropolitano | 27 de septiembre | 16:00 | 0 | Estrada Fernández      | 4 | 0 |
| Cádiz C. F.           | 1 – 3 | Sevilla F. C.       | Ramón de Carranza   | 27 de septiembre | 18:30 | 0 | Medié Jiménez          | 6 | 0 |
| Real Valladolid C. F. | 1 – 1 | R. C. Celta de Vigo | José Zorrilla       | 27 de septiembre | 18:30 | 0 | Sánchez Martínez       | 7 | 0 |
| F. C. Barcelona       | 4 – 0 | Villarreal C. F.    | Camp Nou            | 27 de septiembre | 21:00 | 0 | Cuadra Fernández       | 1 | 0 |

| Real Sociedad       | 0 – 1 | Valencia C. F.        | Reale Seguros Stadium | 29 de septiembre | 19:00 | 0 | Figueroa Vázquez  | 6 | 0 |
| Getafe C. F.        | 3 – 0 | Real Betis            | Coliseum de Getafe    | 29 de septiembre | 21:30 | 0 | Martínez Munuera  | 8 | 1 |
| S. D. Huesca        | 0 – 0 | Atlético de Madrid    | El Alcoraz            | 30 de septiembre | 19:00 | 0 | Cordero Vega      | 1 | 0 |
| Villarreal C. F.    | 3 – 1 | Deportivo Alavés      | La Cerámica           | 30 de septiembre | 19:00 | 0 | Medie Jiménez     | 2 | 0 |
| S. D. Eibar         | 0 – 1 | Elche C. F.           | Ipurúa                | 30 de septiembre | 21:30 | 0 | Jaime Latre       | 4 | 0 |
| Real Madrid C. F.   | 1 – 0 | Real Valladolid C. F. | Alfredo Di Stéfano    | 30 de septiembre | 21:30 | 0 | Soto Grado        | 3 | 0 |
| Athletic Club       | 0 – 1 | Cádiz C. F.           | San Mamés             | 1 de octubre     | 19:00 | 0 | González Fuentes  | 8 | 2 |
| Sevilla F. C.       | 1 – 0 | Levante U. D.         | Ramón Sánchez-Pizjuán | 1 de octubre     | 19:00 | 0 | Estrada Fernández | 8 | 0 |
| R. C. Celta de Vigo | 0 – 3 | F. C. Barcelona       | Abanca-Balaídos       | 1 de octubre     | 21:30 | 0 | Del Cerro Grande  | 9 | 1 |
| Granada C. F.       | 2 – 0 | C. A. Osasuna         | Los Cármenes          | 12 de enero      | 19:00 | 0 | González Fuertes  | 5 | 0 |

| Real Valladolid C. F. | 1 – 2 | S. D. Eibar         | José Zorrilla         | 3 de octubre | 13:00 | 0 | Díaz de Mera Escuderos | 5 | 1 |
| Atlético de Madrid    | 0 – 0 | Villarreal C. F.    | Wanda Metropolitano   | 3 de octubre | 16:00 | 0 | Hernández Hernández    | 3 | 0 |
| Real Sociedad         | 3 – 0 | Getafe C. F.        | Reale Seguros Stadium | 3 de octubre | 18:30 | 0 | Mateu Lahoz            | 6 | 0 |
| Elche C. F.           | 0 – 0 | S. D. Huesca        | Martínez Valero       | 3 de octubre | 18:30 | 0 | Melero López           | 2 | 0 |
| Valencia C. F.        | 0 – 2 | Real Betis          | Mestalla              | 3 de octubre | 21:00 | 0 | Cuadra Fernández       | 2 | 2 |
| C. A. Osasuna         | 2 – 0 | R. C. Celta de Vigo | El Sadar              | 4 de octubre | 12:00 | 0 | De Burgos Bengoetxea   | 6 | 0 |
| Deportivo Alavés      | 1 – 0 | Athletic Club       | Mendizorroza          | 4 de octubre | 14:00 | 0 | Sánchez Martínez       | 6 | 0 |
| Levante U. D.         | 0 – 2 | Real Madrid C. F.   | La Cerámica           | 4 de octubre | 16:00 | 0 | Munuera Montero        | 3 | 0 |
| Cádiz C. F.           | 1 – 1 | Granada C. F.       | Ramón de Carranza     | 4 de octubre | 18:30 | 0 | Alberola Rojas         | 4 | 0 |
| F. C. Barcelona       | 1 – 1 | Sevilla F. C.       | Camp Nou              | 4 de octubre | 21:00 | 0 | Gil Manzano            | 2 | 0 |

| Granada C. F.       | 1 – 0 | Sevilla F. C.         | Los Cármenes       | 17 de octubre | 13:00 | 0 | González Fuertes  | 8 | 1 |
| R. C. Celta de Vigo | 0 – 2 | Atlético de Madrid    | Abanca-Balaídos    | 17 de octubre | 16:00 | 0 | Martínez Munuera  | 7 | 0 |
| Real Madrid C. F.   | 0 – 1 | Cádiz C. F.           | Alfredo Di Stéfano | 17 de octubre | 18:30 | 0 | Jaime Latre       | 2 | 0 |
| Getafe C. F.        | 1 – 0 | F. C. Barcelona       | Coliseum de Getafe | 17 de octubre | 21:00 | 0 | Soto Grado        | 7 | 0 |
| S. D. Eibar         | 0 – 0 | C. A. Osasuna         | Ipurúa             | 18 de octubre | 12:00 | 0 | Medié Jiménez     | 5 | 0 |
| Athletic Club       | 2 – 0 | Levante U. D.         | San Mamés          | 18 de octubre | 14:00 | 0 | Pizarro Gómez     | 4 | 0 |
| Villarreal C. F.    | 2 – 1 | Valencia C. F.        | La Cerámica        | 18 de octubre | 16:00 | 0 | Del Cerro Grande  | 5 | 0 |
| Deportivo Alavés    | 0 – 2 | Elche C. F.           | Mendizorroza       | 18 de octubre | 18:30 | 0 | Cordero Vega      | 7 | 0 |
| S. D. Huesca        | 2 – 2 | Real Valladolid C. F. | El Alcoraz         | 18 de octubre | 18:30 | 0 | Figueroa Vázquez  | 3 | 0 |
| Real Betis          | 0 – 3 | Real Sociedad         | Benito Villamarín  | 18 de octubre | 21:00 | 0 | Estrada Fernández | 3 | 0 |

| Elche C. F.           | 2 – 1 | Valencia C. F.      | Martínez Valero       | 23 de octubre | 21:00 | 0 | Soto Grado             | 5 | 0 |
| F. C. Barcelona       | 1 – 3 | Real Madrid C. F.   | Camp Nou              | 24 de octubre | 16:00 | 0 | Martínez Munuera       | 5 | 0 |
| C. A. Osasuna         | 1 – 0 | Athletic Club       | El Sadar              | 24 de octubre | 18:30 | 0 | Cuadra Fernández       | 5 | 0 |
| Sevilla F. C.         | 0 – 1 | S. D. Eibar         | Ramón Sánchez-Pizjuán | 24 de octubre | 18:30 | 0 | Hernández Hernández    | 3 | 0 |
| Atlético de Madrid    | 2 – 0 | Real Betis          | Wanda Metropolitano   | 24 de octubre | 21:00 | 0 | Mateu Lahoz            | 2 | 1 |
| Real Valladolid C. F. | 0 – 2 | Deportivo Alavés    | José Zorrilla         | 25 de octubre | 14:00 | 0 | Munuera Montero        | 1 | 1 |
| Cádiz C. F.           | 0 – 0 | Villarreal C. F.    | Ramón de Carranza     | 25 de octubre | 16:00 | 0 | De Burgos Bengoetxea   | 4 | 0 |
| Getafe C. F.          | 0 – 1 | Granada C. F.       | Coliseum de Getafe    | 25 de octubre | 18:30 | 0 | Gil Manzano            | 6 | 0 |
| Real Sociedad         | 4 – 1 | S. D. Huesca        | Reale Seguros Stadium | 25 de octubre | 21:00 | 0 | Díaz de Mera Escuderos | 3 | 0 |
| Levante U. D.         | 1 – 1 | R. C. Celta de Vigo | La Cerámica           | 26 de octubre | 21:00 | 0 | Melero López           | 4 | 0 |

| S. D. Eibar         | 0 – 2 | Cádiz C. F.           | Ipurúa             | 30 de octubre  | 21:00 | 0 | Mateu Lahoz         | 2  | 0 |
| Real Madrid C. F.   | 4 – 1 | S. D. Huesca          | Alfredo Di Stéfano | 31 de octubre  | 14:00 | 0 | González Fuertes    | 2  | 0 |
| Athletic Club       | 2 – 1 | Sevilla F. C.         | San Mamés          | 31 de octubre  | 16:00 | 0 | Del Cerro Grande    | 10 | 0 |
| C. A. Osasuna       | 1 – 3 | Atlético de Madrid    | El Sadar           | 31 de octubre  | 18:30 | 0 | Estrada Fernández   | 3  | 0 |
| Deportivo Alavés    | 1 – 1 | F. C. Barcelona       | Mendizorroza       | 31 de octubre  | 21:00 | 0 | Hernández Hernández | 7  | 0 |
| Real Betis          | 3 – 1 | Elche C. F.           | Benito Villamarín  | 1 de noviembre | 14:00 | 0 | Medié Jiménez       | 3  | 0 |
| R. C. Celta de Vigo | 1 – 4 | Real Sociedad         | Abanca-Balaídos    | 1 de noviembre | 16:00 | 0 | Cordero Vega        | 7  | 1 |
| Granada C. F.       | 1 – 1 | Levante U. D.         | Los Cármenes       | 1 de noviembre | 18:30 | 0 | Jaime Latre         | 5  | 1 |
| Valencia C. F.      | 2 – 2 | Getafe C. F.          | Mestalla           | 1 de noviembre | 21:00 | 0 | Figueroa Vázquez    | 13 | 2 |
| Villarreal C. F.    | 2 – 0 | Real Valladolid C. F. | La Cerámica        | 2 de noviembre | 21:00 | 0 | Alberola Rojas      | 4  | 0 |

| Elche C. F.           | 1 – 1 | R. C. Celta de Vigo | Martínez Valero       | 6 de noviembre | 21:00 | 0 | De Burgos Bengoetxea   | 7 | 0 |
| S. D. Huesca          | 1 – 1 | S. D. Eibar         | El Alcoraz            | 7 de noviembre | 14:00 | 0 | Melero López           | 2 | 0 |
| F. C. Barcelona       | 5 – 2 | Real Betis          | Camp Nou              | 7 de noviembre | 16:15 | 0 | Cuadra Fernández       | 4 | 1 |
| Sevilla F. C.         | 1 – 0 | C. A. Osasuna       | Ramón Sánchez-Pizjuán | 7 de noviembre | 18:30 | 0 | Martínez Munuera       | 5 | 0 |
| Atlético de Madrid    | 4 – 0 | Cádiz C. F.         | Wanda Metropolitano   | 7 de noviembre | 21:00 | 0 | Cordero Vega           | 2 | 0 |
| Getafe C. F.          | 1 – 3 | Villarreal C. F.    | Coliseum de Getafe    | 8 de noviembre | 14:00 | 0 | Munuera Montero        | 7 | 0 |
| Real Sociedad         | 2 – 0 | Granada C. F.       | Reale Seguros Stadium | 8 de noviembre | 16:15 | 0 | Del Cerro Grande       | 3 | 1 |
| Levante U. D.         | 1 – 1 | Deportivo Alavés    | Ciutat de València    | 8 de noviembre | 18:30 | 0 | Díaz de Mera Escuderos | 7 | 1 |
| Real Valladolid C. F. | 2 – 1 | Athletic Club       | José Zorrilla         | 8 de noviembre | 18:30 | 0 | Soto Grado             | 6 | 0 |
| Valencia C. F.        | 4 – 1 | Real Madrid C. F.   | Mestalla              | 8 de noviembre | 21:00 | 0 | Gil Manzano            | 5 | 0 |

| C. A. Osasuna      | 1 – 1 | S. D. Huesca          | El Sadar              | 20 de noviembre | 21:00 | 0 | Pizarro Gómez       | 5 | 0 |
| Levante U. D.      | 1 – 1 | Elche C. F.           | Ciutat de València    | 21 de noviembre | 14:00 | 0 | Figueroa Vázquez    | 5 | 0 |
| Villarreal C. F.   | 1 – 1 | Real Madrid C. F.     | La Cerámica           | 21 de noviembre | 16:15 | 0 | Hernández Hernández | 3 | 0 |
| Sevilla F. C.      | 4 – 2 | R. C. Celta de Vigo   | Ramón Sánchez-Pizjuán | 21 de noviembre | 18:30 | 0 | Soto Grado          | 4 | 0 |
| Atlético de Madrid | 1 – 0 | F. C. Barcelona       | Wanda Metropolitano   | 21 de noviembre | 21:00 | 0 | Munuera Montero     | 4 | 0 |
| S. D. Eibar        | 0 – 0 | Getafe C. F.          | Ipurúa                | 22 de noviembre | 14:00 | 0 | González Fuertes    | 4 | 0 |
| Cádiz C. F.        | 0 – 1 | Real Sociedad         | Ramón de Carranza     | 22 de noviembre | 16:15 | 0 | Estrada Fernández   | 3 | 0 |
| Granada C. F.      | 1 – 3 | Real Valladolid C. F. | Los Cármenes          | 22 de noviembre | 18:30 | 0 | Medié Jiménez       | 7 | 0 |
| Deportivo Alavés   | 2 – 2 | Valencia C. F.        | Mendizorroza          | 22 de noviembre | 21:00 | 0 | Jaime Latre         | 2 | 0 |
| Athletic Club      | 4 – 0 | Real Betis            | San Mamés             | 23 de noviembre | 21:00 | 0 | Alberola Rojas      | 0 | 0 |

| Real Valladolid C. F. | 1 – 1 | Levante U. D.      | José Zorrilla         | 27 de noviembre | 21:00 | 0 | Pizarro Gómez          | 3 | 0 |
| Elche C. F.           | 1 – 1 | Cádiz C. F.        | Martínez Valero       | 28 de noviembre | 14:00 | 0 | Del Cerro Grande       | 6 | 0 |
| Valencia C. F.        | 0 – 1 | Atlético de Madrid | Mestalla              | 28 de noviembre | 16:15 | 0 | De Burgos Bengoetxea   | 7 | 0 |
| S. D. Huesca          | 0 – 1 | Sevilla F. C.      | El Alcoraz            | 28 de noviembre | 18:30 | 0 | Cuadra Fernández       | 6 | 0 |
| Real Madrid C. F.     | 1 – 2 | Deportivo Alavés   | Alfredo Di Stéfano    | 28 de noviembre | 21:00 | 0 | Adrián Cordero Vega    | 5 | 0 |
| F. C. Barcelona       | 4 – 0 | C. A. Osasuna      | Camp Nou              | 29 de noviembre | 14:00 | 0 | Mateu Lahoz            | 1 | 0 |
| Getafe C. F.          | 1 – 1 | Athletic Club      | Coliseum de Getafe    | 29 de noviembre | 16:15 | 0 | Melero López           | 7 | 0 |
| R. C. Celta de Vigo   | 3 – 1 | Granada C. F.      | Abanca-Balaídos       | 29 de noviembre | 18:30 | 0 | Díaz de Mera Escuderos | 8 | 1 |
| Real Sociedad         | 1 – 1 | Villarreal C. F.   | Reale Seguros Stadium | 29 de noviembre | 21:00 | 0 | Gil Manzano            | 9 | 0 |
| Real Betis            | 0 – 2 | S. D. Eibar        | Benito Villamarín     | 30 de noviembre | 21:00 | 0 | Martínez Munuera       | 3 | 0 |

| Athletic Club      | 0 – 2 | R. C. Celta de Vigo   | San Mamés             | 4 de diciembre | 21:00 | 0 | Figueroa Vázquez    | 3 | 0 |
| Levante U. D.      | 3 – 0 | Getafe C. F.          | Ciutat de València    | 5 de diciembre | 14:00 | 0 | Medié Jiménez       | 7 | 2 |
| Sevilla F. C.      | 0 – 1 | Real Madrid C. F.     | Ramón Sánchez-Pizjuán | 5 de diciembre | 16:15 | 0 | Sánchez Martínez    | 4 | 0 |
| Atlético de Madrid | 2 – 0 | Real Valladolid C. F. | Wanda Metropolitano   | 5 de diciembre | 18:30 | 0 | González Fuertes    | 6 | 0 |
| Cádiz C. F.        | 2 – 1 | F. C. Barcelona       | Ramón de Carranza     | 5 de diciembre | 21:00 | 0 | Soto Grado          | 2 | 0 |
| Granada C. F.      | 3 – 3 | S. D. Huesca          | Los Cármenes          | 6 de diciembre | 14:00 | 0 | Alberola Rojas      | 2 | 0 |
| C. A. Osasuna      | 0 – 2 | Real Betis            | El Sadar              | 6 de diciembre | 16:15 | 0 | Hernández Hernández | 5 | 0 |
| Villarreal C. F.   | 0 – 0 | Elche C. F.           | La Cerámica           | 6 de diciembre | 18:30 | 0 | Jaime Latre         | 5 | 0 |
| Deportivo Alavés   | 0 – 0 | Real Sociedad         | Mendizorroza          | 6 de diciembre | 21:00 | 0 | Munuera Montero     | 1 | 1 |
| S. D. Eibar        | 0 – 0 | Valencia C. F.        | Ipurúa                | 7 de diciembre | 21:00 | 0 | Estrada Fernández   | 5 | 0 |

| Real Valladolid C. F. | 3 – 2 | C. A. Osasuna      | José Zorrilla         | 11 de diciembre | 21:00 | 0 | Cordero Vega           | 9 | 0 |
| Valencia C. F.        | 2 – 2 | Athletic Club      | Mestalla              | 12 de diciembre | 14:00 | 0 | Del Cerro Grande       | 8 | 0 |
| Getafe C. F.          | 0 – 1 | Sevilla F. C.      | Coliseum de Getafe    | 12 de diciembre | 16:15 | 0 | Martínez Munuera       | 5 | 0 |
| S. D. Huesca          | 1 – 0 | Deportivo Alavés   | El Alcoraz            | 12 de diciembre | 18:30 | 0 | Melero López           | 6 | 0 |
| Real Madrid C. F.     | 2 – 0 | Atlético de Madrid | Alfredo Di Stéfano    | 12 de diciembre | 21:00 | 0 | Mateu Lahoz            | 4 | 0 |
| Real Sociedad         | 1 – 1 | S. D. Eibar        | Reale Seguros Stadium | 13 de diciembre | 14:00 | 0 | Díaz de Mera Escuderos | 7 | 0 |
| Real Betis            | 1 – 1 | Villarreal C. F.   | Benito Villamarín     | 13 de diciembre | 16:15 | 0 | Pizarro Gómez          | 5 | 0 |
| Elche C. F.           | 0 – 1 | Granada C. F.      | Martínez Valero       | 13 de diciembre | 18:30 | 0 | González Fuertes       | 6 | 0 |
| F. C. Barcelona       | 1 – 0 | Levante U. D.      | Camp Nou              | 13 de diciembre | 21:00 | 0 | De Burgos Bengoetxea   | 3 | 0 |
| R. C. Celta de Vigo   | 4 – 0 | Cádiz C. F.        | Abanca-Balaídos       | 14 de diciembre | 21:00 | 0 | Cuadra Fernández       | 3 | 0 |

| Athletic Club       | 2 – 0 | S. D. Huesca          | San Mamés             | 18 de diciembre | 21:00 | 0 | Pizarro Gómez       | 3 | 0 |
| Atlético de Madrid  | 3 – 1 | Elche C. F.           | Wanda Metropolitano   | 19 de diciembre | 14:00 | 0 | Estrada Fernández   | 4 | 0 |
| F. C. Barcelona     | 2 – 2 | Valencia C. F.        | Camp Nou              | 19 de diciembre | 16:15 | 0 | Hernández Hernández | 6 | 0 |
| Levante U. D.       | 2 – 1 | Real Sociedad         | Ciutat de València    | 19 de diciembre | 18:30 | 0 | Soto Grado          | 3 | 0 |
| C. A. Osasuna       | 1 – 3 | Villarreal C. F.      | El Sadar              | 19 de diciembre | 18:30 | 0 | Figueroa Vázquez    | 5 | 1 |
| Sevilla F. C.       | 1 – 1 | Real Valladolid C. F. | Ramón Sánchez-Pizjuán | 19 de diciembre | 21:00 | 0 | Gil Manzano         | 7 | 0 |
| R. C. Celta de Vigo | 2 – 0 | Deportivo Alavés      | Abanca-Balaídos       | 20 de diciembre | 14:00 | 0 | Alberola Rojas      | 4 | 0 |
| Granada C. F.       | 2 – 0 | Real Betis            | Los Cármenes          | 20 de diciembre | 16:15 | 0 | Sánchez Martínez    | 7 | 0 |
| Cádiz C. F.         | 0 – 2 | Getafe C. F.          | Ramón de Carranza     | 20 de diciembre | 18:30 | 0 | Jaime Latre         | 9 | 0 |
| S. D. Eibar         | 1 – 3 | Real Madrid C. F.     | Ipurúa                | 20 de diciembre | 21:00 | 0 | Munuera Montero     | 1 | 0 |

| Elche C. F.           | 2 – 2 | C. A. Osasuna       | Martínez Valero       | 22 de diciembre | 17.30 | 0 | De Burgos Bengoetxea   | 3 | 0 |
| Valencia C. F.        | 0 – 1 | Sevilla F. C.       | Mestalla              | 22 de diciembre | 17.30 | 0 | Pizarro Gómez          | 5 | 0 |
| S. D. Huesca          | 1 – 1 | Levante U. D.       | El Alcoraz            | 22 de diciembre | 19:45 | 0 | Díaz de Mera Escuderos | 5 | 0 |
| Real Sociedad         | 0 – 2 | Atlético de Madrid  | Reale Seguros Stadium | 22 de diciembre | 19:45 | 0 | Cuadra Fernández       | 6 | 0 |
| Real Valladolid C. F. | 0 – 3 | F. C. Barcelona     | José Zorrilla         | 22 de diciembre | 22:00 | 0 | Melero López           | 3 | 0 |
| Villarreal C. F.      | 1 – 1 | Athletic Club       | La Cerámica           | 22 de diciembre | 22:00 | 0 | Medié Jiménez          | 2 | 0 |
| Getafe C. F.          | 1 – 1 | R. C. Celta de Vigo | Coliseum de Getafe    | 23 de diciembre | 17:30 | 0 | González Fuertes       | 6 | 0 |
| Real Madrid C. F.     | 2 – 0 | Granada C. F.       | Alfredo Di Stéfano    | 23 de diciembre | 19:45 | 0 | Martínez Munuera       | 4 | 0 |
| Deportivo Alavés      | 2 – 1 | S. D. Eibar         | Mendizorroza          | 23 de diciembre | 22:00 | 0 | Del Cerro Grande       | 6 | 0 |
| Real Betis            | 1 – 0 | Cádiz C. F.         | Benito Villamarín     | 23 de diciembre | 22:00 | 0 | Mateu Lahoz            | 2 | 0 |

| Sevilla F. C.       | 2 – 0 | Villarreal C. F.      | Ramón Sánchez-Pizjuán | 29 de diciembre | 17:00 | 0 | Soto Grado          | 5 | 0 |
| F. C. Barcelona     | 1 – 1 | S. D. Eibar           | Camp Nou              | 29 de diciembre | 19:15 | 0 | Alberola Rojas      | 2 | 0 |
| Cádiz C. F.         | 0 – 0 | Real Valladolid C. F. | Ramón de Carranza     | 29 de diciembre | 21:30 | 0 | Hernández Hernández | 5 | 0 |
| Levante U. D.       | 4 – 3 | Real Betis            | Ciutat de València    | 29 de diciembre | 21:30 | 0 | Estrada Fernández   | 5 | 1 |
| Granada C. F.       | 2 – 1 | Valencia C. F.        | Los Cármenes          | 30 de diciembre | 17:00 | 0 | Cordero Vega        | 8 | 2 |
| Atlético de Madrid  | 1 – 0 | Getafe C. F.          | Wanda Metropolitano   | 30 de diciembre | 19:15 | 0 | Gil Manzano         | 5 | 0 |
| R. C. Celta de Vigo | 2 – 1 | S. D. Huesca          | Abanca-Balaídos       | 30 de diciembre | 19:15 | 0 | Munuera Montero     | 2 | 0 |
| Elche C. F.         | 1 – 1 | Real Madrid C. F.     | Martínez Valero       | 30 de diciembre | 21:30 | 0 | Figueroa Vázquez    | 5 | 0 |
| Athletic Club       | 0 – 1 | Real Sociedad         | San Mamés             | 31 de diciembre | 14:00 | 0 | Sánchez Martínez    | 9 | 0 |
| C. A. Osasuna       | 1 – 1 | Deportivo Alavés      | El Sadar              | 31 de diciembre | 16:15 | 0 | Jaime Latre         | 7 | 1 |

| Villarreal C. F.  | 2 – 1 | Levante U. D.         | La Cerámica           | 2 de enero | 14:00 | 0 | González Fuertes       | 2 | 0 |
| Real Betis        | 1 – 1 | Sevilla F. C.         | Benito Villamarín     | 2 de enero | 16:15 | 0 | Del Cerro Grande       | 7 | 0 |
| Getafe C. F.      | 0 – 1 | Real Valladolid C. F. | Coliseum de Getafe    | 2 de enero | 18:30 | 0 | Díaz de Mera Escuderos | 5 | 0 |
| Real Madrid C. F. | 2 – 0 | R. C. Celta de Vigo   | Alfredo Di Stéfano    | 2 de enero | 21:00 | 0 | De Burgos Bengoetxea   | 6 | 0 |
| Athletic Club     | 1 – 0 | Elche C. F.           | San Mamés             | 3 de enero | 14:00 | 0 | Melero López           | 3 | 0 |
| Deportivo Alavés  | 1 – 2 | Atlético de Madrid    | Mendizorroza          | 3 de enero | 16:15 | 0 | Martínez Munuera       | 1 | 1 |
| S. D. Eibar       | 2 – 0 | Granada C. F.         | Ipurúa                | 3 de enero | 18:30 | 0 | Mateu Lahoz            | 3 | 0 |
| Real Sociedad     | 1 – 1 | C. A. Osasuna         | Reale Seguros Stadium | 3 de enero | 18:30 | 0 | Pizarro Gómez          | 2 | 0 |
| S. D. Huesca      | 0 – 1 | F. C. Barcelona       | El Alcoraz            | 3 de enero | 21:00 | 0 | Cuadra Fernández       | 2 | 0 |
| Valencia C. F.    | 1 – 1 | Cádiz C. F.           | Mestalla              | 4 de enero | 21:00 | 0 | Medié Jiménez          | 4 | 0 |

| R. C. Celta de Vigo   | 0 – 4 | Villarreal C. F.  | Abanca-Balaídos       | 8 de enero  | 21:00 | 0 | Estrada Fernández    | 1 | 0 |
| Sevilla F. C.         | 3 – 2 | Real Sociedad     | Ramón Sánchez-Pizjuán | 9 de enero  | 14:00 | 0 | Alberola Rojas       | 3 | 0 |
| Granada C. F.         | 0 – 4 | F. C. Barcelona   | Los Cármenes          | 9 de enero  | 18:30 | 0 | De Burgos Bengoetxea | 5 | 1 |
| C. A. Osasuna         | 0 – 0 | Real Madrid C. F. | El Sadar              | 9 de enero  | 21:00 | 0 | Soto Grado           | 0 | 0 |
| Levante U. D.         | 2 – 1 | S. D. Eibar       | Ciutat de València    | 10 de enero | 14:00 | 0 | Estrada Fernández    | 3 | 0 |
| Cádiz C. F.           | 3 – 1 | Deportivo Alavés  | Ramón de Carranza     | 10 de enero | 16:15 | 0 | Sánchez Martínez     | 6 | 0 |
| Real Valladolid C. F. | 0 – 1 | Valencia C. F.    | José Zorrilla         | 10 de enero | 21:00 | 0 | Cuadra Fernández     | 5 | 0 |
| Elche C. F.           | 1 – 3 | Getafe C. F.      | Martínez Valero       | 11 de enero | 19:00 | 0 | Munuera Montero      | 6 | 0 |
| S. D. Huesca          | 0 – 2 | Real Betis        | El Alcoraz            | 11 de enero | 21:00 | 0 | Cordero Vega         | 4 | 0 |
| Atlético de Madrid    | 2 – 1 | Athletic Club     | Wanda Metropolitano   | 10 de marzo | 19:00 | 0 | Hernández Hernández  | 4 | 0 |

| Real Madrid C. F.     | 3 – 1 | Athletic Club       | Alfredo Di Stéfano | 15 de diciembre | 22:00 | 0 | Gil Manzano            | 4 | 0 |
| F. C. Barcelona       | 2 – 1 | Real Sociedad       | Camp Nou           | 16 de diciembre | 21:00 | 0 | Sánchez Martínez       | 7 | 0 |
| Cádiz C. F.           | 2 – 2 | Levante U. D.       | Ramón de Carranza  | 19 de enero     | 19:00 | 0 | Del Cerro Grande       | 4 | 0 |
| Real Valladolid C. F. | 2 – 2 | Elche C. F.         | José Zorrilla      | 19 de enero     | 19:00 | 0 | Jaime Latre            | 4 | 1 |
| Deportivo Alavés      | 1 – 2 | Sevilla F. C.       | Mendizorroza       | 19 de enero     | 21:30 | 0 | Díaz de Mera Escuderos | 6 | 0 |
| Getafe C. F.          | 1 – 0 | S. D. Huesca        | Coliseum de Getafe | 20 de enero     | 19:00 | 0 | Medié Jiménez          | 5 | 0 |
| Real Betis            | 2 – 1 | R. C. Celta de Vigo | Benito Villamarín  | 20 de enero     | 21:00 | 0 | Martínez Munuera       | 5 | 0 |
| Villarreal C. F.      | 2 – 2 | Granada C. F.       | La Cerámica        | 20 de enero     | 21:30 | 0 | Pizarro Gómez          | 6 | 1 |
| Valencia C. F.        | 1 – 1 | C. A. Osasuna       | Mestalla           | 21 de enero     | 19:00 | 0 | Hernández Hernández    | 4 | 0 |
| S. D. Eibar           | 1 – 2 | Atlético de Madrid  | Ipurúa             | 21 de enero     | 21:30 | 0 | Melero López           | 5 | 0 |

| Levante U. D.       | 2 – 2 | Real Valladolid C. F. | Ciutat de València    | 22 de enero | 21:00 | 0 | Munuera Montero      | 1  | 0 |
| S. D. Huesca        | 0 – 0 | Villarreal C. F.      | El Alcoraz            | 23 de enero | 14:00 | 0 | Alberola Rojas       | 4  | 0 |
| Sevilla F. C.       | 3 – 0 | Cádiz C. F.           | Ramón Sánchez-Pizjuán | 23 de enero | 16:15 | 0 | Cuadra Fernández     | 4  | 0 |
| Real Sociedad       | 2 – 2 | Real Betis            | Reale Arena           | 23 de enero | 18:30 | 0 | Soto Grado           | 4  | 0 |
| Deportivo Alavés    | 1 – 4 | Real Madrid C. F.     | Mendizorroza          | 23 de enero | 21:00 | 0 | Hernández Hernández  | 8  | 0 |
| C. A. Osasuna       | 3 – 1 | Granada C. F.         | El Sadar              | 24 de enero | 14:00 | 0 | Estrada Fernández    | 10 | 0 |
| Elche C. F.         | 0 – 2 | F. C. Barcelona       | Martínez Valero       | 24 de enero | 16:15 | 0 | Pizarro Gómez        | 2  | 0 |
| R. C. Celta de Vigo | 1 – 1 | S. D. Eibar           | Abanca-Balaídos       | 24 de enero | 18:30 | 0 | González Fuertes     | 7  | 0 |
| Atlético de Madrid  | 3 – 1 | Valencia C. F.        | Wanda Metropolitano   | 24 de enero | 21:00 | 0 | De Burgos Bengoetxea | 2  | 0 |
| Athletic Club       | 5 – 1 | Getafe C. F.          | San Mamés             | 25 de enero | 21:00 | 0 | Cordero Vega         | 8  | 0 |

| Real Valladolid   | 1 – 3 | S. D. Huesca        | José Zorrilla      | 29 de enero  | 21:00 | 0 | Martínez Munuera       | 4 | 0 |
| S. D. Eibar       | 0 – 2 | Sevilla F. C.       | Ipurúa             | 30 de enero  | 14:00 | 0 | Sánchez Martínez       | 8 | 0 |
| Real Madrid C. F. | 1 – 2 | Levante U. D.       | Alfredo Di Stéfano | 30 de enero  | 16:15 | 0 | Medié Jiménez          | 3 | 1 |
| Valencia C. F.    | 1 – 0 | Elche C. F.         | Mestalla           | 30 de enero  | 18:30 | 0 | González Fuertes       | 8 | 0 |
| Villarreal C. F.  | 1 – 1 | Real Sociedad       | La Cerámica        | 30 de enero  | 21:00 | 0 | Díaz de Mera Escuderos | 4 | 0 |
| Getafe C. F.      | 0 – 0 | Deportivo Alavés    | Coliseum de Getafe | 31 de enero  | 14:00 | 0 | Jaime Latre            | 6 | 0 |
| Cádiz C. F.       | 2 – 4 | Atlético de Madrid  | Ramón de Carranza  | 31 de enero  | 16:15 | 0 | Gil Manzano            | 6 | 0 |
| Granada C. F.     | 0 – 0 | R. C. Celta de Vigo | Los Cármenes       | 31 de enero  | 18:30 | 0 | Del Cerro Grande       | 6 | 0 |
| F. C. Barcelona   | 2 – 1 | Athletic Club       | Camp Nou           | 31 de enero  | 21:00 | 0 | Mateu Lahoz            | 6 | 0 |
| Real Betis        | 1 – 0 | C. A. Osasuna       | Benito Villamarín  | 1 de febrero | 21:00 | 0 | Alberola Rojas         | 2 | 0 |

| Deportivo Alavés   | 1 – 0 | Real Valladolid C. F. | Mendizorroza          | 5 de febrero | 21:00 | 0 | Soto Grado        | 8 | 0 |
| Levante U. D.      | 2 – 2 | Granada C. F.         | Ciutat de València    | 6 de febrero | 14:00 | 0 | Cordero Vega      | 4 | 0 |
| S. D. Huesca       | 1 – 2 | Real Madrid C. F.     | El Alcoraz            | 6 de febrero | 16:15 | 0 | Estrada Fernández | 3 | 0 |
| Elche C. F.        | 2 – 2 | Villarreal C. F.      | Martínez Valero       | 6 de febrero | 18:30 | 0 | Melero López      | 3 | 0 |
| Sevilla F. C.      | 3 – 0 | Getafe C. F.          | Ramón Sánchez-Pizjuán | 6 de febrero | 21:00 | 0 | Martínez Munuera  | 5 | 1 |
| Real Sociedad      | 4 – 1 | Cádiz C. F.           | Reale Arena           | 7 de febrero | 14:00 | 0 | Pizarro Gómez     | 2 | 1 |
| Athletic Club      | 1 – 1 | Valencia C. F.        | San Mamés             | 7 de febrero | 16:15 | 0 | Munuera Montero   | 3 | 0 |
| C. A. Osasuna      | 2 – 1 | S. D. Eibar           | El Sadar              | 7 de febrero | 18:30 | 0 | Figueroa Vázquez  | 0 | 0 |
| Real Betis         | 2 – 3 | F. C. Barcelona       | Benito Villamarín     | 7 de febrero | 21:00 | 0 | Del Cerro Grande  | 4 | 0 |
| Atlético de Madrid | 2 – 2 | R. C. Celta de Vigo   | Wanda Metropolitano   | 8 de febrero | 21:00 | 0 | Cuadra Fernández  | 4 | 0 |

| R. C. Celta de Vigo | 3 – 1 | Elche C. F.           | Abanca-Balaídos       | 12 de febrero | 21:00 | 0 | De Burgos Bengoetxea   | 5 | 0 |
| Granada C. F.       | 1 – 2 | Atlético de Madrid    | Los Cármenes          | 13 de febrero | 14:00 | 0 | Mateu Lahoz            | 5 | 0 |
| Sevilla F. C.       | 1 – 0 | S. D. Huesca          | Ramón Sánchez Pizjuán | 13 de febrero | 16:15 | 0 | Medié Jiménez          | 7 | 0 |
| S. D. Eibar         | 1 – 1 | Real Valladolid C. F. | Ipurúa                | 13 de febrero | 18:30 | 0 | Díaz de Mera Escuderos | 5 | 0 |
| F. C. Barcelona     | 5 – 1 | Deportivo Alavés      | Camp Nou              | 13 de febrero | 21:00 | 0 | Figueroa Vázquez       | 2 | 0 |
| Getafe C. F.        | 0 – 1 | Real Sociedad         | Coliseum de Getafe    | 14 de febrero | 14:00 | 0 | González Fuertes       | 6 | 0 |
| Real Madrid C. F.   | 2 – 0 | Valencia C. F.        | Alfredo Di Stéfano    | 14 de febrero | 16:15 | 0 | Sánchez Martínez       | 3 | 0 |
| Levante U. D.       | 0 – 1 | C. A. Osasuna         | Ciutat de València    | 14 de febrero | 18:30 | 0 | Jaime Latre            | 3 | 0 |
| Villarreal C. F.    | 1 – 2 | Real Betis            | La Cerámica           | 14 de febrero | 21:00 | 0 | Gil Manzano            | 5 | 0 |
| Cádiz C. F.         | 0 – 4 | Athletic Club         | Ramón de Carranza     | 15 de febrero | 21:00 | 0 | Hernández Hernández    | 5 | 0 |

| Real Betis            | 1 – 0 | Getafe C. F.        | Benito Villamarín   | 19 de febrero | 21:00 | 0 | Estrada Fernández | 9 | 1 |
| Elche C. F.           | 1 – 0 | S. D. Eibar         | Martínez Valero     | 20 de febrero | 14:00 | 0 | Cordero Vega      | 2 | 0 |
| Atlético de Madrid    | 0 – 2 | Levante U. D.       | Wanda Metropolitano | 20 de febrero | 16:15 | 0 | Melero López      | 4 | 0 |
| Valencia C. F.        | 2 – 0 | R. C. Celta de Vigo | Mestalla            | 20 de febrero | 18:30 | 0 | Pizarro Gómez     | 5 | 1 |
| Real Valladolid C. F. | 0 – 1 | Real Madrid C. F.   | José Zorrilla       | 20 de febrero | 21:00 | 0 | Cuadra Fernández  | 5 | 0 |
| F. C. Barcelona       | 1 – 1 | Cádiz C. F.         | Camp Nou            | 21 de febrero | 14:00 | 0 | Martínez Munuera  | 2 | 0 |
| Real Sociedad         | 4 – 0 | Deportivo Alavés    | Reale Arena         | 21 de febrero | 16:15 | 0 | Munuera Montero   | 5 | 0 |
| S. D. Huesca          | 3 – 2 | Granada C. F.       | El Alcoraz          | 21 de febrero | 18:30 | 0 | Soto Grado        | 6 | 1 |
| Athletic Club         | 1 – 1 | Villarreal C. F.    | San Mamés           | 21 de febrero | 21:00 | 0 | Del Cerro Grande  | 4 | 0 |
| C. A. Osasuna         | 0 – 2 | Sevilla F. C.       | El Sadar            | 22 de febrero | 21:00 | 0 | Alberola Rojas    | 4 | 0 |

| Levante U. D.       | 1 – 1 | Athletic Club         | Ciutat de València    | 26 de febrero | 21:00 | 0 | Díaz de Mera Escuderos | 5 | 1 |
| S. D. Eibar         | 1 – 1 | S. D. Huesca          | Ipurúa                | 27 de febrero | 14:00 | 0 | González Fuertes       | 4 | 0 |
| Sevilla F. C.       | 0 – 2 | F. C. Barcelona       | Ramón Sánchez Pizjuán | 27 de febrero | 16:15 | 0 | Hernández Hernández    | 7 | 0 |
| Deportivo Alavés    | 0 – 1 | C. A. Osasuna         | Mendizorroza          | 27 de febrero | 18:30 | 0 | Sánchez Martínez       | 6 | 0 |
| Getafe C. F.        | 3 – 0 | Valencia C. F.        | Coliseum de Getafe    | 27 de febrero | 21:00 | 0 | Figueroa Vázquez       | 5 | 1 |
| R. C. Celta de Vigo | 1 – 1 | Real Valladolid C. F. | Abanca-Balaídos       | 28 de febrero | 14:00 | 0 | Medié Jiménez          | 4 | 0 |
| Cádiz C. F.         | 0 – 1 | Real Betis            | Ramón de Carranza     | 28 de febrero | 16:15 | 0 | Mateu Lahoz            | 3 | 0 |
| Granada C. F.       | 2 – 1 | Elche C. F.           | Los Cármenes          | 28 de febrero | 18:30 | 0 | Jaime Latre            | 4 | 0 |
| Villarreal C. F.    | 0 – 2 | Atlético de Madrid    | La Cerámica           | 28 de febrero | 21:00 | 0 | De Burgos Bengoetxea   | 5 | 0 |
| Real Madrid C. F.   | 1 – 1 | Real Sociedad         | Alfredo Di Stéfano    | 1 de marzo    | 21:00 | 0 | Gil Manzano            | 1 | 0 |

| Valencia C. F.        | 2 – 1 | Villarreal C. F.    | Mestalla            | 5 de marzo | 21:00 | 0 | Estrada Fernández   | 7 | 0 |
| Real Valladolid C. F. | 2 – 1 | Getafe C. F.        | José Zorrilla       | 6 de marzo | 14:00 | 0 | Melero López        | 5 | 1 |
| Elche C. F.           | 2 – 1 | Sevilla F. C.       | Martínez Valero     | 6 de marzo | 16:15 | 0 | Pizarro Gómez       | 4 | 0 |
| Cádiz C. F.           | 1 – 0 | S. D. Eibar         | Ramón de Carranza   | 6 de marzo | 18:30 | 0 | Del Cerro Grande    | 4 | 0 |
| C. A. Osasuna         | 0 – 2 | F. C. Barcelona     | El Sadar            | 6 de marzo | 21:00 | 0 | Cuadra Fernández    | 2 | 0 |
| S. D. Huesca          | 3 – 4 | R. C. Celta de Vigo | El Alcoraz          | 7 de marzo | 14:00 | 0 | Munuera Montero     | 2 | 0 |
| Atlético de Madrid    | 1 – 1 | Real Madrid C. F.   | Wanda Metropolitano | 7 de marzo | 16:15 | 0 | Hernández Hernández | 6 | 0 |
| Real Sociedad         | 1 – 0 | Levante U. D.       | Reale Arena         | 7 de marzo | 18:30 | 0 | Soto Grado          | 2 | 0 |
| Athletic Club         | 2 – 1 | Granada C. F.       | San Mamés           | 7 de marzo | 21:00 | 0 | Martínez Munuera    | 3 | 0 |
| Real Betis            | 3 – 2 | Deportivo Alavés    | Benito Villamarín   | 8 de marzo | 21:00 | 0 | Alberola Rojas      | 3 | 0 |

| Levante U. D.       | 1 – 0 | Valencia C. F.        | Ciutat de València    | 12 de marzo | 21:00 | 0 | Cuadra Fernández       | 7 | 0 |
| Deportivo Alavés    | 1 – 1 | Cádiz C. F.           | Mendizorroza          | 13 de marzo | 14:00 | 0 | Díaz de Mera Escuderos | 7 | 0 |
| Real Madrid C. F.   | 2 – 1 | Elche C. F.           | Alfredo Di Stéfano    | 13 de marzo | 16:15 | 0 | Figueroa Vázquez       | 2 | 0 |
| C. A. Osasuna       | 0 – 0 | Real Valladolid C. F. | El Sadar              | 13 de marzo | 18:30 | 0 | De Burgos Bengoetxea   | 5 | 0 |
| Getafe C. F.        | 0 – 0 | Atlético de Madrid    | Coliseum de Getafe    | 13 de marzo | 21:00 | 0 | Sánchez Martínez       | 6 | 1 |
| R. C. Celta de Vigo | 0 – 0 | Athletic Club         | Abanca-Balaídos       | 14 de marzo | 14:00 | 0 | Jaime Latre            | 5 | 0 |
| Granada C. F.       | 1 – 0 | Real Sociedad         | Los Cármenes          | 14 de marzo | 16:15 | 0 | González Fuertes       | 5 | 0 |
| S. D. Eibar         | 1 – 3 | Villarreal C. F.      | Ipurúa                | 14 de marzo | 18:30 | 0 | Medié Jiménez          | 4 | 1 |
| Sevilla F. C.       | 1 – 0 | Real Betis            | Ramón Sánchez Pizjuán | 14 de marzo | 21:00 | 0 | Mateu Lahoz            | 8 | 0 |
| F. C. Barcelona     | 4 – 1 | S. D. Huesca          | Camp Nou              | 15 de marzo | 21:00 | 0 | Cordero Vega           | 2 | 0 |

| Real Betis            | 2 – 0 | Levante U. D.     | Benito Villamarín   | 19 de marzo | 21:00 | 0 | Gil Manzano         | 2  | 0 |
| Athletic Club         | 1 – 1 | S. D. Eibar       | San Mamés           | 20 de marzo | 14:00 | 0 | Pizarro Gómez       | 2  | 0 |
| R. C. Celta de Vigo   | 1 – 3 | Real Madrid C. F. | Abanca-Balaídos     | 20 de marzo | 16:15 | 0 | Melero López        | 7  | 0 |
| S. D. Huesca          | 0 – 0 | C. A. Osasuna     | El Alcoraz          | 20 de marzo | 18:30 | 0 | Del Cerro Grande    | 3  | 0 |
| Real Valladolid C. F. | 1 – 1 | Sevilla F. C.     | José Zorrilla       | 20 de marzo | 21:00 | 0 | Estrada Fernández   | 4  | 0 |
| Getafe C. F.          | 1 – 1 | Elche C. F.       | Coliseum de Getafe  | 21 de marzo | 14:00 | 0 | Hernández Hernández | 10 | 0 |
| Valencia C. F.        | 2 – 1 | Granada C. F.     | Mestalla            | 21 de marzo | 16:15 | 0 | Alberola Rojas      | 3  | 0 |
| Villarreal C. F.      | 2 – 1 | Cádiz C. F.       | La Cerámica         | 21 de marzo | 16:15 | 0 | Soto Grado          | 6  | 0 |
| Atlético de Madrid    | 1 – 0 | Deportivo Alavés  | Wanda Metropolitano | 21 de marzo | 18:30 | 0 | Martínez Munuera    | 5  | 0 |
| Real Sociedad         | 1 – 6 | F. C. Barcelona   | Reale Arena         | 21 de marzo | 21:00 | 0 | Munuera Montero     | 5  | 0 |

| Levante U. D.     | 0 – 2 | S. D. Huesca          | Ciutat de València    | 2 de abril | 21:00 | 0 | Figueroa Vázquez       | 4 | 0 |
| Granada C. F.     | 0 – 3 | Villarreal C. F.      | Los Cármenes          | 3 de abril | 14:00 | 0 | Cuadra Fernández       | 4 | 0 |
| Real Madrid C. F. | 2 – 0 | S. D. Eibar           | Alfredo Di Stéfano    | 3 de abril | 16:15 | 0 | Díaz de Mera Escuderos | 2 | 0 |
| C. A. Osasuna     | 0 – 0 | Getafe C. F.          | El Sadar              | 3 de abril | 18:30 | 0 | González Fuertes       | 5 | 0 |
| Deportivo Alavés  | 1 – 3 | R. C. Celta de Vigo   | Mendizorroza          | 4 de abril | 14:00 | 0 | Mateu Lahoz            | 7 | 1 |
| Elche C. F.       | 1 – 1 | Real Betis            | Martínez Valero       | 4 de abril | 16:15 | 0 | Cordero Vega           | 5 | 0 |
| Cádiz C. F.       | 2 – 1 | Valencia C. F.        | Ramón de Carranza     | 4 de abril | 18:30 | 0 | Medié Jiménez          | 4 | 0 |
| Sevilla F. C.     | 1 – 0 | Atlético de Madrid    | Ramón Sánchez Pizjuán | 4 de abril | 21:00 | 0 | Gil Manzano            | 6 | 0 |
| F. C. Barcelona   | 1 – 0 | Real Valladolid C. F. | Camp Nou              | 5 de abril | 21:00 | 0 | Jaime Latre            | 6 | 1 |
| Real Sociedad     | 1 – 1 | Athletic Club         | Reale Arena           | 7 de abril | 21:00 | 0 | Sánchez Martínez       | 4 | 0 |

| S. D. Huesca          | 3 – 1 | Elche C. F.        | El Alcoraz         | 9 de abril  | 21:00 | 0 | Alberola Rojas       | 4 | 0 |
| Getafe C. F.          | 0 – 1 | Cádiz C. F.        | Coliseum de Getafe | 10 de abril | 14:00 | 0 | De Burgos Bengoetxea | 5 | 0 |
| Athletic Club         | 0 – 0 | Deportivo Alavés   | San Mamés          | 10 de abril | 16:15 | 0 | Melero López         | 4 | 0 |
| S. D. Eibar           | 0 – 1 | Levante U. D.      | Ipurúa             | 10 de abril | 18:30 | 0 | Estrada Fernández    | 5 | 0 |
| Real Madrid C. F.     | 2 – 1 | F. C. Barcelona    | Alfredo Di Stéfano | 10 de abril | 21:00 | 0 | Gil Manzano          | 4 | 1 |
| Villarreal C. F.      | 1 – 2 | C. A. Osasuna      | La Cerámica        | 11 de abril | 14:00 | 0 | Munuera Montero      | 0 | 0 |
| Valencia C. F.        | 2 – 2 | Real Sociedad      | Mestalla           | 11 de abril | 16:15 | 0 | Pizarro Gómez        | 8 | 1 |
| Real Valladolid C. F. | 1 – 2 | Granada C. F.      | José Zorrilla      | 11 de abril | 18:30 | 0 | Del Cerro Grande     | 6 | 0 |
| Real Betis            | 1 – 1 | Atlético de Madrid | Benito Villamarín  | 11 de abril | 21:00 | 0 | Cuadra Fernández     | 0 | 0 |
| R. C. Celta de Vigo   | 3 – 4 | Sevilla F. C.      | Abanca-Balaídos    | 12 de abril | 21:00 | 0 | Hernández Hernández  | 5 | 0 |

| Levante U. D.      | 0 – 1 | Sevilla F. C.         | Ciutat de València  | 21 de abril | 19:00 | 0 | Pizarro Gómez    | 5 | 0 |
| C. A. Osasuna      | 3 – 1 | Valencia C. F.        | El Sadar            | 21 de abril | 19:00 | 0 | Melero López     | 3 | 0 |
| Real Betis         | 0 – 0 | Athletic Club         | Benito Villamarín   | 21 de abril | 20:00 | 0 | Medié Jiménez    | 5 | 1 |
| Deportivo Alavés   | 2 – 1 | Villarreal C. F.      | Mendizorroza        | 21 de abril | 21:00 | 0 | Cordero Vega     | 3 | 0 |
| Elche C. F.        | 1 – 1 | Real Valladolid C. F. | Martínez Valero     | 21 de abril | 21:00 | 0 | Sánchez Martínez | 8 | 0 |
| Cádiz C. F.        | 0 – 3 | Real Madrid C. F.     | Ramón de Carranza   | 21 de abril | 22:00 | 0 | Mateu Lahoz      | 7 | 0 |
| Atlético de Madrid | 2 – 0 | S. D. Huesca          | Wanda Metropolitano | 22 de abril | 19:00 | 0 | Munuera Montero  | 2 | 0 |
| Granada C. F.      | 4 – 1 | S. D. Eibar           | Los Cármenes        | 22 de abril | 21:00 | 0 | Jaime Latre      | 2 | 0 |
| Real Sociedad      | 2 – 1 | R. C. Celta de Vigo   | Reale Arena         | 22 de abril | 21:00 | 0 | Gil Manzano      | 9 | 0 |
| F. C. Barcelona    | 5 – 2 | Getafe C. F.          | Camp Nou            | 22 de abril | 22:00 | 0 | Figueroa Vázquez | 2 | 0 |

| Elche C. F.           | 1 – 0 | Levante U. D.      | Martínez Valero       | 24 de abril | 14:00 | 0 | Medié Jiménez        | 7 | 0 |
| Real Valladolid C. F. | 1 – 1 | Cádiz C. F.        | José Zorrilla         | 24 de abril | 16:15 | 0 | Alberola Rojas       | 4 | 0 |
| Valencia C. F.        | 1 – 1 | Deportivo Alavés   | Mestalla              | 24 de abril | 18:30 | 0 | Cuadra Fernández     | 5 | 1 |
| Real Madrid C. F.     | 0 – 0 | Real Betis         | Alfredo Di Stéfano    | 24 de abril | 21:00 | 0 | Estrada Fernández    | 3 | 0 |
| S. D. Huesca          | 0 – 2 | Getafe C. F.       | El Alcoraz            | 25 de abril | 14:00 | 0 | Martínez Munuera     | 6 | 0 |
| Villarreal C. F.      | 1 – 2 | F. C. Barcelona    | La Cerámica           | 25 de abril | 16:15 | 0 | Del Cerro Grande     | 5 | 1 |
| R. C. Celta de Vigo   | 2 – 1 | C. A. Osasuna      | Abanca-Balaídos       | 25 de abril | 18:30 | 0 | Soto Grado           | 5 | 0 |
| Sevilla F. C.         | 2 – 1 | Granada C. F.      | Ramón Sánchez Pizjuán | 25 de abril | 18:30 | 0 | De Burgos Bengoetxea | 5 | 0 |
| Athletic Club         | 2 – 1 | Atlético de Madrid | San Mamés             | 25 de abril | 21:00 | 0 | González Fuertes     | 6 | 0 |
| S. D. Eibar           | 0 – 1 | Real Sociedad      | Ipurúa                | 26 de abril | 21:00 | 0 | Figueroa Vázquez     | 6 | 0 |

| C. A. Osasuna      | 2 – 0 | Elche C. F.           | El Sadar            | 18 de abril | 14:00 | 0 | Figueroa Vázquez     | 3 | 0 |
| Real Sociedad      | 1 – 2 | Sevilla F. C.         | Reale Arena         | 18 de abril | 14:00 | 0 | Jaime Latre          | 5 | 0 |
| Deportivo Alavés   | 1 – 0 | S. D. Huesca          | Mendizorroza        | 18 de abril | 16:15 | 0 | Hernández Hernández  | 3 | 0 |
| Atlético de Madrid | 5 – 0 | S. D. Eibar           | Wanda Metropolitano | 18 de abril | 16:15 | 0 | Soto Grado           | 1 | 0 |
| Real Betis         | 2 – 2 | Valencia C. F.        | Benito Villamarín   | 18 de abril | 18:30 | 0 | Alberola Rojas       | 4 | 0 |
| Cádiz C. F.        | 0 – 0 | R. C. Celta de Vigo   | Ramón de Carranza   | 18 de abril | 18:30 | 0 | González Fuertes     | 1 | 0 |
| Getafe C. F.       | 0 – 0 | Real Madrid C. F.     | Coliseum de Getafe  | 18 de abril | 21:00 | 0 | Sánchez Martínez     | 4 | 0 |
| Levante U. D.      | 1 – 5 | Villarreal C. F.      | Ciutat de València  | 18 de abril | 21:00 | 0 | De Burgos Bengoetxea | 3 | 0 |
| Athletic Club      | 2 – 2 | Real Valladolid C. F. | San Mamés           | 28 de abril | 19:00 | 0 | Cordero Vega         | 2 | 0 |
| F. C. Barcelona    | 1 – 2 | Granada C. F.         | Camp Nou            | 29 de abril | 19:00 | 0 | González Fuertes     | 4 | 0 |

| R. C. Celta de Vigo   | 2 – 0 | Levante U. D.      | Abanca-Balaídos       | 30 de abril | 21:00 | 0 | Jaime Latre            | 4 | 0 |
| S. D. Eibar           | 3 – 0 | Deportivo Alavés   | Ipurúa                | 1 de mayo   | 14:00 | 0 | Munuera Montero        | 2 | 0 |
| Elche C. F.           | 0 – 1 | Atlético de Madrid | Martínez Valero       | 1 de mayo   | 16:15 | 0 | Melero López           | 6 | 0 |
| S. D. Huesca          | 1 – 0 | Real Sociedad      | El Alcoraz            | 1 de mayo   | 18:30 | 0 | Mateu Lahoz            | 4 | 0 |
| Real Madrid C. F.     | 2 – 0 | C. A. Osasuna      | Alfredo Di Stéfano    | 1 de mayo   | 21:00 | 0 | Cuadra Fernández       | 2 | 0 |
| Real Valladolid C. F. | 1 – 1 | Real Betis         | José Zorrilla         | 2 de mayo   | 14:00 | 0 | Pizarro Gómez          | 7 | 0 |
| Villarreal C. F.      | 1 – 0 | Getafe C. F.       | La Cerámica           | 2 de mayo   | 16:15 | 0 | Estrada Fernández      | 3 | 0 |
| Granada C. F.         | 0 – 1 | Cádiz C. F.        | Los Cármenes          | 2 de mayo   | 18:30 | 0 | Díaz de Mera Escuderos | 7 | 1 |
| Valencia C. F.        | 2 – 3 | F. C. Barcelona    | Mestalla              | 2 de mayo   | 21:00 | 0 | Sánchez Martínez       | 3 | 0 |
| Sevilla F. C.         | 0 – 1 | Athletic Club      | Ramón Sánchez Pizjuán | 3 de mayo   | 21:00 | 0 | Gil Manzano            | 1 | 0 |

| Real Sociedad     | 2 – 0 | Elche C. F.           | Reale Arena        | 7 de mayo  | 21:00 | 0 | Cordero Vega        | 4 | 1 |
| Deportivo Alavés  | 2 – 2 | Levante U. D.         | Mendizorroza       | 8 de mayo  | 14:00 | 0 | Del Cerro Grande    | 3 | 0 |
| F. C. Barcelona   | 0 – 0 | Atlético de Madrid    | Camp Nou           | 8 de mayo  | 16:15 | 0 | Mateu Lahoz         | 6 | 0 |
| Cádiz C. F.       | 2 – 1 | S. D. Huesca          | Ramón de Carranza  | 8 de mayo  | 18:30 | 0 | Hernández Hernández | 4 | 0 |
| Athletic Club     | 2 – 2 | C. A. Osasuna         | San Mamés          | 8 de mayo  | 21:00 | 0 | Pizarro Gómez       | 4 | 0 |
| Getafe C. F.      | 0 – 1 | S. D. Eibar           | Coliseum de Getafe | 9 de mayo  | 14:00 | 0 | Alberola Rojas      | 3 | 0 |
| Valencia C. F.    | 3 – 0 | Real Valladolid C. F. | Mestalla           | 9 de mayo  | 16:15 | 0 | Gil Manzano         | 0 | 0 |
| Villarreal C. F.  | 2 – 4 | R. C. Celta de Vigo   | La Cerámica        | 9 de mayo  | 18:30 | 0 | Medié Jiménez       | 4 | 3 |
| Real Madrid C. F. | 2 – 2 | Sevilla F. C.         | Alfredo Di Stéfano | 9 de mayo  | 21:00 | 0 | Martínez Munuera    | 3 | 0 |
| Real Betis        | 2 – 1 | Granada C. F.         | Benito Villamarín  | 10 de mayo | 21:00 | 0 | Soto Grado          | 6 | 0 |

| C. A. Osasuna         | 3 – 2 | Cádiz C. F.       | El Sadar              | 11 de mayo | 19:00 | 0 | Jaime Latre            | 4 | 0 |
| Elche C. F.           | 0 – 2 | Deportivo Alavés  | Martínez Valero       | 11 de mayo | 20:00 | 0 | González Fuertes       | 4 | 0 |
| Levante U. D.         | 3 – 3 | F. C. Barcelona   | Ciutat de València    | 11 de mayo | 22:00 | 0 | Munuera Montero        | 4 | 0 |
| Sevilla F. C.         | 1 – 0 | Valencia C. F.    | Ramón Sánchez Pizjuán | 12 de mayo | 19:00 | 0 | Estrada Fernández      | 4 | 0 |
| R. C. Celta de Vigo   | 1 – 0 | Getafe C. F.      | Abanca-Balaídos       | 12 de mayo | 20:00 | 0 | Melero López           | 4 | 0 |
| S. D. Huesca          | 1 – 0 | Athletic Club     | El Alcoraz            | 12 de mayo | 20:00 | 0 | Figueroa Vázquez       | 1 | 0 |
| Atlético de Madrid    | 2 – 1 | Real Sociedad     | Wanda Metropolitano   | 12 de mayo | 22:00 | 0 | Cuadra Fernández       | 0 | 0 |
| Real Valladolid C. F. | 0 – 2 | Villarreal C. F.  | José Zorrilla         | 13 de mayo | 19:00 | 0 | De Burgos Bengoetxea   | 4 | 0 |
| S. D. Eibar           | 1 – 1 | Real Betis        | Ipurúa                | 13 de mayo | 20:00 | 0 | Díaz de Mera Escuderos | 4 | 0 |
| Granada C. F.         | 1 – 4 | Real Madrid C. F. | Los Cármenes          | 13 de mayo | 22:00 | 0 | Gil Manzano            | 6 | 0 |

| Deportivo Alavés   | 4 – 2 | Granada C. F.         | Mendizorroza        | 16 de mayo | 18:30 | 0    | Sánchez Martínez     | 6 | 0 |
| Athletic Club      | 0 – 1 | Real Madrid C. F.     | San Mamés           | 16 de mayo | 18:30 | 0    | Mateu Lahoz          | 5 | 1 |
| Atlético de Madrid | 2 – 1 | C. A. Osasuna         | Wanda Metropolitano | 16 de mayo | 18:30 | 0    | Martínez Munuera     | 3 | 1 |
| F. C. Barcelona    | 1 – 2 | R. C. Celta de Vigo   | Camp Nou            | 16 de mayo | 18:30 | 0    | De Burgos Bengoetxea | 4 | 0 |
| Real Betis         | 1 – 0 | S. D. Huesca          | Benito Villamarín   | 16 de mayo | 18:30 | 0    | González Fuertes     | 6 | 1 |
| Getafe C. F.       | 2 – 1 | Levante U. D.         | Coliseum de Getafe  | 16 de mayo | 18:30 | 0    | Cordero Vega         | 5 | 1 |
| Cádiz C. F.        | 1 – 3 | Elche C. F.           | Ramón de Carranza   | 16 de mayo | 18:30 | 0    | Soto Grado           | 7 | 0 |
| Real Sociedad      | 4 – 1 | Real Valladolid C. F. | Reale Arena         | 16 de mayo | 18:30 | 0    | Del Cerro Grande     | 6 | 1 |
| Valencia C. F.     | 4 – 1 | S. D. Eibar           | Mestalla            | 16 de mayo | 18:30 | 3000 | Pizarro Gómez        | 0 | 0 |
| Villarreal C. F.   | 4 – 0 | Sevilla F. C.         | La Cerámica         | 16 de mayo | 18:30 | 5000 | Cuadra Fernández     | 3 | 0 |

| Levante U. D.         | 2 – 2 | Cádiz C. F.            | Ciutat de València    | 21 de mayo | 21:00 | 5000 | Estrada Fernández      | 2  | 0 |
| R. C. Celta de Vigo   | 2 – 3 | Real Betis             | Abanca-Balaídos       | 22 de mayo | 18:00 | 2686 | Gil Manzano            | 13 | 1 |
| S. D. Eibar           | 0 – 1 | F. C. Barcelona        | Ipurúa                | 22 de mayo | 18:00 | 0    | Jaime Latre            | 3  | 0 |
| S. D. Huesca          | 0 – 0 | Valencia C. F.         | El Alcoraz            | 22 de mayo | 18:00 | 0    | Cuadra Fernández       | 3  | 0 |
| C. A. Osasuna         | 0 – 1 | Real Sociedad          | El Sadar              | 22 de mayo | 18:00 | 0    | Figueroa Vázquez       | 1  | 0 |
| Real Madrid C. F.     | 2 – 1 | Villarreal C. F.       | Alfredo Di Stéfano    | 22 de mayo | 18:00 | 0    | Munuera Montero        | 0  | 0 |
| Real Valladolid C. F. | 1 – 2 | Atlético de Madrid (C) | José Zorrilla         | 22 de mayo | 18:00 | 0    | Sánchez Martínez       | 7  | 0 |
| Elche C. F.           | 2 – 0 | Athletic Club          | Martínez Valero       | 22 de mayo | 18:00 | 5000 | Del Cerro Grande       | 3  | 0 |
| Granada C. F.         | 0 – 0 | Getafe C. F.           | Los Cármenes          | 23 de mayo | 18:30 | 0    | Medié Jiménez          | 6  | 0 |
| Sevilla F. C.         | 1 – 0 | Deportivo Alavés       | Ramón Sánchez-Pizjuán | 23 de mayo | 21:00 | 0    | Díaz de Mera Escuderos | 1  | 0 |

### Tabla de resultados cruzados
| Local \ Visitante     | ALA | ATH | ATL | BAR | BET | CAD | CEL | EIB | ELC | GET | GRA | HUE | LEV | OSA | RMA | RSO | RVA | SEV | VAL | VIL |
| --------------------- | --- | --- | --- | --- | --- | --- | --- | --- | --- | --- | --- | --- | --- | --- | --- | --- | --- | --- | --- | --- |
| Deportivo Alavés      | —   | 1–0 | 1–2 | 1–1 | 0–1 | 1–1 | 1–3 | 2–1 | 0–2 | 0–0 | 4–2 | 1–0 | 2–2 | 0–1 | 1–4 | 0–0 | 1–0 | 1–2 | 2–2 | 2–1 |
| Athletic Club         | 0–0 | —   | 2–1 | 2–3 | 4–0 | 0–1 | 0–2 | 1–1 | 1–0 | 5–1 | 2–1 | 2–0 | 2–0 | 2–2 | 0–1 | 0–1 | 2–2 | 2–1 | 1–1 | 1–1 |
| Atlético de Madrid    | 1–0 | 2–1 | —   | 1–0 | 2–0 | 4–0 | 2–2 | 5–0 | 3–1 | 1–0 | 6–1 | 2–0 | 0–2 | 2–1 | 1–1 | 2–1 | 2–0 | 2–0 | 3–1 | 0–0 |
| F. C. Barcelona       | 5–1 | 2–1 | 0–0 | —   | 5–2 | 1–1 | 1–2 | 1–1 | 3–0 | 5–2 | 1–2 | 4–1 | 1–0 | 4–0 | 1–3 | 2–1 | 1–0 | 1–1 | 2–2 | 4–0 |
| Real Betis Balompié   | 3–2 | 0–0 | 1–1 | 2–3 | —   | 1–0 | 2–1 | 0–2 | 3–1 | 1–0 | 2–1 | 1–0 | 2–0 | 1–0 | 2–3 | 0–3 | 2–0 | 1–1 | 2–2 | 1–1 |
| Cádiz C. F.           | 3–1 | 0–4 | 2–4 | 2–1 | 0–1 | —   | 0–0 | 1–0 | 1–3 | 0–2 | 1–1 | 2–1 | 2–2 | 0–2 | 0–3 | 0–1 | 0–0 | 1–3 | 2–1 | 0–0 |
| R. C. Celta de Vigo   | 2–0 | 0–0 | 0–2 | 0–3 | 2–3 | 4–0 | —   | 1–1 | 3–1 | 1–0 | 3–1 | 2–1 | 2–0 | 2–1 | 1–3 | 1–4 | 1–1 | 3–4 | 2–1 | 0–4 |
| S. D. Eibar           | 3–0 | 1–2 | 1–2 | 0–1 | 1–1 | 0–2 | 0–0 | —   | 0–1 | 0–0 | 2–0 | 1–1 | 0–1 | 0–0 | 1–3 | 0–1 | 1–1 | 0–2 | 0–0 | 1–3 |
| Elche C. F.           | 0–2 | 2–0 | 0–1 | 0–2 | 1–1 | 1–1 | 1–1 | 1–0 | —   | 1–3 | 0–1 | 0–0 | 1–0 | 2–2 | 1–1 | 0–3 | 1–1 | 2–1 | 2–1 | 2–2 |
| Getafe C. F.          | 0–0 | 1–1 | 0–0 | 1–0 | 3–0 | 0–1 | 1–1 | 0–1 | 1–1 | —   | 0–1 | 1–0 | 2–1 | 1–0 | 0–0 | 0–1 | 0–1 | 0–1 | 3–0 | 1–3 |
| Granada C. F.         | 2–1 | 2–0 | 1–2 | 0–4 | 2–0 | 0–1 | 0–0 | 4–1 | 2–1 | 0–0 | —   | 3–3 | 1–1 | 2–0 | 1–4 | 1–0 | 1–3 | 1–0 | 2–1 | 0–3 |
| S. D. Huesca          | 1–0 | 1–0 | 0–0 | 0–1 | 0–2 | 0–2 | 3–4 | 1–1 | 3–1 | 0–2 | 3–2 | —   | 1–1 | 0–0 | 1–2 | 1–0 | 2–2 | 0–1 | 0–0 | 0–0 |
| Levante U. D.         | 1–1 | 1–1 | 1–1 | 3–3 | 4–3 | 2–2 | 1–1 | 2–1 | 1–1 | 3–0 | 2–2 | 0–2 | —   | 0–1 | 0–2 | 2–1 | 2–2 | 0–1 | 1–0 | 1–5 |
| C. A. Osasuna         | 1–1 | 1–0 | 1–3 | 0–2 | 0–2 | 3–2 | 2–0 | 2–1 | 2–0 | 0–0 | 3–1 | 1–1 | 1–3 | —   | 0–0 | 0–1 | 0–0 | 0–2 | 3–1 | 1–3 |
| Real Madrid C. F.     | 1–2 | 3–1 | 2–0 | 2–1 | 0–0 | 0–1 | 2–0 | 2–0 | 2–1 | 2–0 | 2–0 | 4–1 | 1–2 | 2–0 | —   | 1–1 | 1–0 | 2–2 | 2–0 | 2–1 |
| Real Sociedad         | 4–0 | 1–1 | 0–2 | 1–6 | 2–2 | 4–1 | 2–1 | 1–1 | 2–0 | 3–0 | 2–0 | 4–1 | 1–0 | 1–1 | 0–0 | —   | 4–1 | 1–2 | 0–1 | 1–1 |
| Real Valladolid C. F. | 0–2 | 2–1 | 1–2 | 0–3 | 1–1 | 1–1 | 1–1 | 1–2 | 2–2 | 2–1 | 1–2 | 1–3 | 1–1 | 3–2 | 0–1 | 1–1 | —   | 1–1 | 0–1 | 0–2 |
| Sevilla F. C.         | 1–0 | 0–1 | 1–0 | 0–2 | 1–0 | 3–0 | 4–2 | 0–1 | 2–0 | 3–0 | 2–1 | 1–0 | 1–0 | 1–0 | 0–1 | 3–2 | 1–1 | —   | 1–0 | 2–0 |
| Valencia C. F.        | 1–1 | 2–2 | 0–1 | 2–3 | 0–2 | 1–1 | 2–0 | 4–1 | 1–0 | 2–2 | 2–1 | 1–1 | 4–2 | 1–1 | 4–1 | 2–2 | 3–0 | 0–1 | —   | 2–1 |
| Villarreal C. F.      | 3–1 | 1–1 | 0–2 | 1–2 | 1–2 | 2–1 | 2–4 | 2–1 | 0–0 | 1–0 | 2–2 | 1–1 | 2–1 | 1–2 | 1–1 | 1–1 | 2–0 | 4–0 | 2–1 | —   |

## Estadísticas

### Máximos goleadores
| Pos. | Jugador                   | Goles | Part. | Prom. | Min. | M/G | T.P. | Club                | Nota(s)                   |
| ---- | ------------------------- | ----- | ----- | ----- | ---- | --- | ---- | ------------------- | ------------------------- |
| 1    | Lionel Messi              | 30    | 35    | 0.85  | 2841 | 101 | 28   | F. C. Barcelona     | Trofeo Pichichi           |
| 2    | Gerard Moreno             | 23    | 33    | 0.7   | 2420 | 121 | 21   | Villarreal C. F.    | Trofeo Zarra              |
| 3    | Karim Benzema             | 23    | 34    | 0.68  | 2637 | 126 | 21   | Real Madrid C. F.   |                           |
| 4    | Luis Suárez               | 21    | 32    | 0.66  | 2246 | 118 | 19   | Atlético de Madrid  | Trofeo Alfredo Di Stéfano |
| 5    | Youssef En-Nesyri         | 18    | 35    | 0.49  | 2084 | 123 | 17   | Sevilla F. C.       |                           |
| 6    | Alexander Isak            | 14    | 31    | 0.45  | 2155 | 154 | 14   | Real Sociedad       |                           |
| 7    | Iago Aspas                | 13    | 30    | 0.43  | 2606 | 200 | 13   | R. C. Celta de Vigo |                           |
| 8    | Rafa Mir                  | 13    | 35    | 0.37  | 2601 | 200 | 13   | S. D. Huesca        |                           |
| 9    | Antoine Griezmann         | 12    | 33    | 0.36  | 2360 | 197 | 12   | F. C. Barcelona     |                           |
| 10   | Marcos Llorente           | 12    | 34    | 0.35  | 2706 | 226 | 12   | Atlético de Madrid  |                           |
| 11   | Kike García               | 12    | 34    | 0.35  | 2816 | 235 | 12   | S. D. Eibar         |                           |
| 12   | José Luis Morales Nogales | 12    | 35    | 0.34  | 2249 | 187 | 12   | Levante U. D.       |                           |

### Máximos asistentes
| Pos. | Jugador           | Asistencias | Part. | Prom. | Min. | M/A | Club                | Nota(s) |
| ---- | ----------------- | ----------- | ----- | ----- | ---- | --- | ------------------- | ------- |
| 1    | Iago Aspas        | 13          | 33    | 0.39  | 2867 | 221 | R. C. Celta de Vigo |         |
| 2    | Marcos Llorente   | 11          | 37    | 0.3   | 2959 | 269 | Atlético de Madrid  |         |
| 3    | Toni Kroos        | 10          | 28    | 0.36  | 2120 | 212 | Real Madrid C. F.   |         |
| 4    | Karim Benzema     | 9           | 34    | 0.26  | 2901 | 322 | Real Madrid C. F.   |         |
| 5    | Lionel Messi      | 9           | 35    | 0.26  | 3021 | 336 | F. C. Barcelona     |         |
| 6    | Jorge de Frutos   | 8           | 32    | 0.3   | 1333 | 167 | Levante U. D.       |         |
| 7    | Kieran Trippier   | 6           | 28    | 0.21  | 2476 | 413 | Atlético de Madrid  |         |
| 8    | Ángel Correa      | 8           | 38    | 0.16  | 2404 | 401 | Atlético de Madrid  |         |
| 9    | Mikel Oyarzabal   | 7           | 28    | 0.26  | 1677 | 280 | Real Sociedad       |         |
| 10   | Sergio Canales    | 6           | 27    | 0.27  | 1783 | 297 | Real Betis Balompié |         |
| 11   | Joan Jordán       | 6           | 31    | 0.23  | 1818 | 303 | Sevilla F. C.       |         |
| 12   | Antoine Griezmann | 6           | 36    | 0.17  | 2610 | 435 | F. C. Barcelona     |         |
| 13   | Nabil Fekir       | 5           | 29    | 0.24  | 2025 | 338 | Real Betis Balompié |         |
| 14   | Iñaki Williams    | 6           | 33    | 0.21  | 2082 | 347 | Athletic Club       |         |
| 15   | Jordi Alba        | 6           | 29    | 0.24  | 2176 | 363 | F. C. Barcelona     |         |

### Mejor portero
El mejor portero del campeonato, reflejado en el trofeo Zamora.
| Pos. | Jugador               | Club                  | G.E. | Part. | Coc.  | Par. | %Par. | Zam. | Nota(s)           |
| ---- | --------------------- | --------------------- | ---- | ----- | ----- | ---- | ----- | ---- | ----------------- |
| 1    | Jan Oblak             | Atlético de Madrid    | 25   | 38    | 0.658 | 93   | 79.5% | 1    |                   |
| 2    | Thibaut Courtois      | Real Madrid C. F.     | 26   | 35    | 0.743 | 84   | 76.4% | 2    |                   |
| 3    | Bono                  | Sevilla F. C.         | 24   | 31    | 0.774 | 77   | 76.2% | 3    |                   |
| 4    | Marc-André ter Stegen | F. C. Barcelona       | 27   | 29    | 0.931 | 73   | 73%   | 4    |                   |
| 5    | Álex Remiro           | Real Sociedad         | 35   | 35    | 1     | 61   | 63.5% | 5    |                   |
| 6    | Unai Simón            | Athletic Club         | 38   | 35    | 1.086 | 64   | 62.7% | 6    |                   |
| 7    | David Soria           | Getafe C. F.          | 29   | 26    | 1.115 | 54   | 65.1% | 16   |                   |
| 8    | Sergio Asenjo         | Villarreal C. F.      | 40   | 34    | 1.176 | 73   | 64.6% | 8    |                   |
| 9    | Sergio Herrera        | C. A. Osasuna         | 38   | 32    | 1.188 | 82   | 68.3% | 7    |                   |
| 10   | Marko Dmitrović       | S. D. Eibar           | 43   | 33    | 1.303 | 77   | 64.2% | 9    |                   |
| 11   | Jeremías Ledesma      | Cádiz C. F.           | 45   | 32    | 1.406 | 83   | 64.8% | 10   |                   |
| 12   | Aitor Fernández       | Levante U. D.         | 41   | 28    | 1.464 | 76   | 65%   | 11   |                   |
| 13   | Jaume Doménech        | Valencia C. F.        | 42   | 28    | 1.5   | 90   | 68.2% | 12   |                   |
| 14   | Édgar Badía           | Elche C. F.           | 46   | 30    | 1.533 | 95   | 67.4% | 13   |                   |
| 15   | Fernando Pacheco      | Deportivo Alavés      | 54   | 35    | 1.543 | 81   | 60%   | 14   |                   |
| 16   | Rui Silva             | Granada C. F.         | 51   | 31    | 1.645 | 80   | 61.1% | 15   |                   |
| 17   | Joel Robles           | Real Betis            | 25   | 18    | 1.389 | 38   | 60.3% | 19   | No opta al Zamora |
| 18   | Rubén Blanco          | R. C. Celta de Vigo   | 27   | 19    | 1.421 | 34   | 55.7% | 20   | No opta al Zamora |
| 19   | Jordi Masip           | Real Valladolid C. F. | 34   | 23    | 1.478 | 70   | 67.3% | 17   | No opta al Zamora |
| 20   | Álvaro Fernández      | S. D. Huesca          | 31   | 19    | 1.632 | 57   | 64.8% | 18   | No opta al Zamora |

### Galardones mensuales
La Liga de Fútbol Profesional entrega unos premios mensuales a los mejores jugadores y entrenadores del mes, a través de su principal patrocinador, el Banco Santander.
| Mes  | Jugador del mes   | Equipo                     | Ref. |
| ---- | ----------------- | -------------------------- | ---- |
| Sep. | Ansu Fati         | Fútbol Club Barcelona      |      |
| Oct. | Mikel Oyarzabal   | Real Sociedad de Fútbol    |      |
| Nov. | João Félix        | Club Atlético de Madrid    |      |
| Dic. | Iago Aspas        | Real Club Celta de Vigo    |      |
| Ene. | Youssef En-Nesyri | Sevilla Fútbol Club        |      |
| Feb. | Lionel Messi      | Fútbol Club Barcelona      |      |
| Mar. | Karim Benzema     | Real Madrid Club de Fútbol |      |
| Abr. | Fernando Reges    | Sevilla Fútbol Club        |      |
| May. | Jan Oblak         | Atlético de Madrid         |      |

### Once Ideal de la temporada
LaLiga determina a través de LaLiga Fantasy, el once ideal de la temporada.
| Esquema 3-4-3 \| N.º. \| Pos. \| Nac. \| Jugador \| Equipo \| \| ---- \| ---- \| ---- \| ---------------- \| ------------------ \| \| 1 \| PT \| \| Thibaut Courtois \| Real Madrid C. F. \| \| 18 \| LI \| \| Jordi Alba \| F. C. Barcelona \| \| 11 \| LI \| \| Javi Galán \| S. D. Huesca \| \| 23 \| CD \| \| Jules Koundé \| Sevilla F. C. \| \| 14 \| MCD \| \| Marcos Llorente \| Atlético de Madrid \| \| 21 \| MC \| \| Frenkie de Jong \| F. C. Barcelona \| \| 8 \| MC \| \| Carlos Soler \| Valencia C. F. \| \| 10 \| MC \| \| Luka Modrić \| Real Madrid C. F. \| \| 7 \| DC \| \| Gerard Moreno \| Villarreal C. F. \| \| 9 \| DC \| \| Karim Benzema \| Real Madrid C. F. \| \| 10 \| ED \| \| Leo Messi \| F. C. Barcelona \| |      |                             |                  |                    |  |  |  |  |  | Courtois Koundé Javi Galán Alba Llorente De Jong Soler Modrić G. Moreno Benzema Messi |
| N.º. | Pos. | Nac.                        | Jugador          | Equipo             |  |  |  |  |  |                                                                                       |
| 1 | PT   | Bandera de Bélgica          | Thibaut Courtois | Real Madrid C. F.  |  |  |  |  |  |                                                                                       |
| 18 | LI   | Bandera de España           | Jordi Alba       | F. C. Barcelona    |  |  |  |  |  |                                                                                       |
| 11 | LI   | Bandera de España           | Javi Galán       | S. D. Huesca       |  |  |  |  |  |                                                                                       |
| 23 | CD   | Bandera de Francia          | Jules Koundé     | Sevilla F. C.      |  |  |  |  |  |                                                                                       |
| 14 | MCD  | Bandera de España           | Marcos Llorente  | Atlético de Madrid |  |  |  |  |  |                                                                                       |
| 21 | MC   | Bandera de los Países Bajos | Frenkie de Jong  | F. C. Barcelona    |  |  |  |  |  |                                                                                       |
| 8 | MC   | Bandera de España           | Carlos Soler     | Valencia C. F.     |  |  |  |  |  |                                                                                       |
| 10 | MC   | Bandera de Croacia          | Luka Modrić      | Real Madrid C. F.  |  |  |  |  |  |                                                                                       |
| 7 | DC   | Bandera de España           | Gerard Moreno    | Villarreal C. F.   |  |  |  |  |  |                                                                                       |
| 9 | DC   | Bandera de Francia          | Karim Benzema    | Real Madrid C. F.  |  |  |  |  |  |                                                                                       |
| 10 | ED   | Bandera de Argentina        | Leo Messi        | F. C. Barcelona    |  |  |  |  |  |                                                                                       |

### Récords
- Primer gol de la temporada: Yangel Herrera del Granada C. F. vs. Athletic Club (12 de septiembre de 2020)

- Último gol de la temporada en 2020: Lucas Pérez del Deportivo Alavés vs. C. A. Osasuna (31 de diciembre de 2020)

- Primer gol de la temporada en 2021: Fer Niño del Villarreal C. F. vs. Levante U. D. (2 de enero de 2021)
- Último gol de la temporada: Alejandro Gómez del Sevilla F. C. vs. Deportivo Alavés (23 de mayo de 2021)

- Gol más tempranero: 34 segundos: José Morales del Levante U. D. vs. Valencia C. F. (13 de septiembre de 2020)

- Gol más tardío: 94 minutos y 46 segundos: Cristian Tello del Real Betis vs. Deportivo Alavés (13 de septiembre de 2020)

- Mayor número de goles marcados en un partido: 7 goles (6–1) Atlético de Madrid vs. Granada C. F. (27 de septiembre de 2020) y (1–6) Real Sociedad vs. F. C. Barcelona (21 de marzo de 2021)

- Mayor victoria local: (6–1) Atlético de Madrid vs. Granada C. F. (27 de septiembre de 2020)

- Mayor victoria visitante: (1–6) Real Sociedad vs. F. C. Barcelona (21 de marzo de 2021)

### Rachas
- Mayor racha invicta: 21 partidos
F. C. Barcelona

### Disciplina
- Equipo con más tarjetas amarillas:  (116) Getafe C. F.

- Jugador con más tarjetas amarillas: (14) Stefan Savić (Atlético de Madrid)

- Equipo con más tarjetas rojas: (8) Deportivo Alavés y Real Betis

- Jugador con más tarjetas rojas: (2) Raúl García (Athletic Club), Djené (Getafe C. F.), Clément Lenglet (F. C. Barcelona) y Pape Diop (S. D. Eibar)

- Equipo con más faltas recibidas: (524) Valencia C. F.

- Jugador con más faltas recibidas: (99) Leo Messi (F. C. Barcelona)

- Equipo con más faltas cometidas: (631) Getafe C. F. y R. C. Celta de Vigo

- Jugador con más faltas cometidas: (92) Lucas Boyé (Elche C. F.)

### Tripletes o más
A continuación se detallan los tripletes conseguidos a lo largo de la temporada.
| Fecha     | Jugador           | Goles       | Local                 |                                    | Resultado |                                    | Visitante         | Rep.       |
| --------- | ----------------- | ----------- | --------------------- | ---------------------------------- | --------- | ---------------------------------- | ----------------- | ---------- |
| 8/11/2020 | Carlos Soler      | 35' 54' 63' | Valencia C. F.        | Bandera de la Comunidad Valenciana | 4 – 1     | Bandera de la Comunidad de Madrid  | Real Madrid C. F. | Jornada 9  |
| 9/1/2021  | Youssef En-Nesyri | 4' 7' 46'   | Sevilla F. C.         | Bandera de Andalucía               | 3 – 2     | Bandera del País Vasco             | Real Sociedad     | Jornada 18 |
| 23/1/2021 | Youssef En-Nesyri | 35' 39' 62' | Sevilla F. C.         | Bandera de Andalucía               | 3 – 0     | Bandera de Andalucía               | Cádiz C. F.       | Jornada 20 |
| 29/1/2021 | Rafa Mir          | 37' 50' 57' | Real Valladolid C. F. | Bandera de Castilla y León         | 1 – 3     | Bandera de Aragón                  | S. D. Huesca      | Jornada 21 |
| 21/2/2021 | Alexander Isak    | 41' 49' 62' | Real Sociedad         | Bandera del País Vasco             | 4 – 0     | Bandera del País Vasco             | Deportivo Alavés  | Jornada 24 |
| 3/4/2021  | Gerard Moreno     | 9' 18' 60'  | Granada C. F.         | Bandera de Andalucía               | 0 – 3     | Bandera de la Comunidad Valenciana | Villarreal C. F.  | Jornada 29 |
| 1/5/2021  | Kike García       | 3' 50' 59'  | S. D. Eibar           | Bandera del País Vasco             | 3 – 0     | Bandera del País Vasco             | Deportivo Alavés  | Jornada 34 |
| 16/5/2021 | Carlos Bacca      | 34' 47' 79' | Villarreal C. F.      | Bandera de la Comunidad Valenciana | 4 – 0     | Bandera de Andalucía               | Sevilla F. C.     | Jornada 37 |

### Autogoles
A continuación se detallan los autogoles marcados a lo largo de la temporada.
| Fecha      | Jugador           | Minuto      | Local               |                                    | Resultado |                                    | Visitante          | Rep.       |
| ---------- | ----------------- | ----------- | ------------------- | ---------------------------------- | --------- | ---------------------------------- | ------------------ | ---------- |
| 26/9/2020  | Emerson Royal     | 2 - 2, 48'  | Real Betis          | Bandera de Andalucía               | 2 – 3     | Bandera de la Comunidad de Madrid  | Real Madrid C. F.  | Jornada 3  |
| 27/9/2020  | Pau Torres        | 4 - 0 45'   | F. C. Barcelona     | Bandera de Cataluña                | 4 – 0     | Bandera de la Comunidad Valenciana | Villarreal C. F.   | Jornada 3  |
| 1/10/2020  | Unai López        | 0 - 1 57'   | Athletic Club       | Bandera del País Vasco             | 0 – 1     | Bandera de Andalucía               | Cádiz C. F.        | Jornada 4  |
| 1/10/2020  | Lucas Olaza       | 0 - 2 54'   | R. C. Celta de Vigo | Bandera de Galicia                 | 0 – 3     | Bandera de Cataluña                | F. C. Barcelona    | Jornada 4  |
| 8/11/2020  | Raphaël Varane    | 2 - 1 43'   | Valencia C. F.      | Bandera de la Comunidad Valenciana | 4 – 1     | Bandera de la Comunidad de Madrid  | Real Madrid C. F.  | Jornada 9  |
| 23/11/2020 | Víctor Ruiz       | 1 - 0 9'    | Athletic Club       | Bandera del País Vasco             | 4 – 0     | Bandera de Andalucía               | Real Betis         | Jornada 10 |
| 28/11/2020 | Toni Lato         | 0 - 1 79'   | Valencia C. F.      | Bandera de la Comunidad Valenciana | 0 – 1     | Bandera de la Comunidad de Madrid  | Atlético de Madrid | Jornada 11 |
| 5/12/2020  | Bono              | 0 - 1 55'   | Sevilla F. C.       | Bandera de Andalucía               | 0 – 1     | Bandera de la Comunidad de Madrid  | Real Madrid C. F.  | Jornada 12 |
| 5/12/2020  | Pedro Alcalá      | 1 - 1 57'   | Cádiz C. F.         | Bandera de Andalucía               | 2 – 1     | Bandera de Cataluña                | F. C. Barcelona    | Jornada 12 |
| 12/12/2020 | Xabier Etxeita    | 0 - 1 81'   | Getafe C. F.        | Bandera de la Comunidad de Madrid  | 0 – 1     | Bandera de Andalucía               | Sevilla F. C.      | Jornada 13 |
| 12/12/2020 | Jan Oblak         | 2 - 0 63'   | Real Madrid C. F.   | Bandera de la Comunidad de Madrid  | 2 – 0     | Bandera de la Comunidad de Madrid  | Atlético de Madrid | Jornada 13 |
| 3/1/2021   | Felipe            | 1 - 1 84'   | Deportivo Alavés    | Bandera del País Vasco             | 1 – 2     | Bandera de la Comunidad de Madrid  | Atlético de Madrid | Jornada 17 |
| 9/1/2021   | Diego Carlos      | 1 - 1 5'    | Sevilla F. C.       | Bandera de Andalucía               | 3 – 2     | Bandera del País Vasco             | Real Sociedad      | Jornada 18 |
| 12/1/2021  | Sergio Herrera    | 2 - 0 45+1' | Granada C. F.       | Bandera de Andalucía               | 2 – 0     | Bandera de Navarra                 | C. A. Osasuna      | Jornada 4  |
| 21/1/2021  | Unai García       | 1 - 1 69'   | Valencia C. F.      | Bandera de la Comunidad Valenciana | 1 – 1     | Bandera de Navarra                 | C. A. Osasuna      | Jornada 19 |
| 31/1/2021  | Jordi Alba        | 1 - 1 49'   | F. C. Barcelona     | Bandera de Cataluña                | 2 – 1     | Bandera del País Vasco             | Athletic Club      | Jornada 21 |
| 7/2/2021   | Hugo Guillamón    | 1 - 0 43'   | Athletic Club       | Bandera del País Vasco             | 1 – 1     | Bandera de la Comunidad Valenciana | Valencia C. F.     | Jornada 22 |
| 7/2/2021   | Víctor Ruiz       | 1 - 2 68'   | Real Betis          | Bandera de Andalucía               | 2 – 3     | Bandera de Cataluña                | F. C. Barcelona    | Jornada 22 |
| 20/2/2021  | Mario Hermoso     | 0 - 1 30'   | Atlético de Madrid  | Bandera de la Comunidad de Madrid  | 0 – 2     | Bandera de la Comunidad Valenciana | Levante U. D.      | Jornada 24 |
| 21/2/2021  | Dimitri Foulquier | 3 - 1 44'   | S. D. Huesca        | Bandera de Aragón                  | 3 – 2     | Bandera de Andalucía               | Granada C. F.      | Jornada 24 |
| 28/2/2021  | Alfonso Pedraza   | 0 - 1 25'   | Villarreal C. F.    | Bandera de la Comunidad Valenciana | 0 – 2     | Bandera de la Comunidad de Madrid  | Atlético de Madrid | Jornada 25 |
| 9/4/2021   | Denis Vavro       | 0 - 1 4'    | S. D. Huesca        | Bandera de Aragón                  | 3 – 1     | Bandera de la Comunidad Valenciana | Elche C. F.        | Jornada 30 |
| 10/4/2021  | David Timor       | 0 - 1 64'   | Getafe C. F.        | Bandera de la Comunidad de Madrid  | 0 – 1     | Bandera de Andalucía               | Cádiz C. F.        | Jornada 30 |
| 11/4/2021  | David García      | 1 - 1 70'   | Villarreal C. F.    | Bandera de la Comunidad Valenciana | 1 – 2     | Bandera de Navarra                 | C. A. Osasuna      | Jornada 30 |
| 18/4/2021  | Diego González    | 2 - 0 68'   | C. A. Osasuna       | Bandera de Navarra                 | 2 – 0     | Bandera de la Comunidad Valenciana | Elche C. F.        | Jornada 33 |
| 18/4/2021  | Sergio Postigo    | 0 - 1 9'    | Levante U. D.       | Bandera de la Comunidad Valenciana | 1 – 5     | Bandera de la Comunidad Valenciana | Villarreal C. F.   | Jornada 33 |
| 18/4/2021  | Rúben Vezo        | 1 - 4 72'   | Levante U. D.       | Bandera de la Comunidad Valenciana | 1 – 5     | Bandera de la Comunidad Valenciana | Villarreal C. F.   | Jornada 33 |
| 22/4/2021  | Clément Lenglet   | 1 - 1 12'   | F. C. Barcelona     | Bandera de Cataluña                | 5 – 2     | Bandera de la Comunidad de Madrid  | Getafe C. F.       | Jornada 31 |
| 22/4/2021  | Sofian Chakla     | 2 - 1 28'   | F. C. Barcelona     | Bandera de Cataluña                | 5 – 2     | Bandera de la Comunidad de Madrid  | Getafe C. F.       | Jornada 31 |
| 1/5/2021   | Aritz Elustondo   | 1 - 0 87'   | S. D. Huesca        | Bandera de Aragón                  | 1 – 0     | Bandera del País Vasco             | Real Sociedad      | Jornada 34 |
| 8/5/2021   | Gastón Silva      | 2 - 1 45+2' | Cádiz C. F.         | Bandera de Andalucía               | 2 – 1     | Bandera de Aragón                  | S. D. Huesca       | Jornada 35 |
| 8/5/2021   | Diego Carlos      | 2 - 2 90+4' | Real Madrid C. F.   | Bandera de la Comunidad de Madrid  | 2 – 2     | Bandera de Andalucía               | Sevilla F. C.      | Jornada 35 |
| 22/5/2021  | Juan Pérez        | 0 - 1 86'   | C. A. Osasuna       | Bandera de Navarra                 | 0 – 1     | Bandera del País Vasco             | Real Sociedad      | Jornada 38 |